# Кавалеры ордена Святого Георгия IV класса С
Кавалеры ордена Святого Георгия IV класса на букву «С» 
Список составлен по алфавиту персоналий. Приводятся фамилия, имя, отчество; звание на момент награждения; номер по списку Григоровича — Степанова (в скобках номер по списку Судравского); дата награждения. Лица, чьи имена точно идентифицировать не удалось, не викифицируются. Курсивом выделены кавалеры, получившие орден за службу в частях Восточного фронта Русской армии во время Гражданской войны.

## Са
- Сабанеев, Иван Васильевич; полковник; № 2071 (942); 2 августа 1809
- Сабанеев, Сергей (Георгиевич?); капитан; № 61 (62); 1 ноября 1770
- Сабашинский, Адам Осипович; подполковник; № 7000; 4 декабря 1843
- Саббо, Александр Григорьевич; подполковник; № 7837; 26 ноября 1847
- Сабель, Адальберт Иванович (Лепорелло); подполковник; 18 сентября 1915 (посмертно)
- Сабельников, Тихон Васильевич; подпоручик; 20 мая 1915
- Сабинкин (Собинкин, Сабинин) Евграф Иванович[1]; лейтенант; № 3246; 26 ноября 1816
- Сабичевский, Тарас Маркович; майор; № 6324; 11 декабря 1840
- Саблер, Даниил (Нестиан) Григорьевич; премьер-майор; № 363; 26 ноября 1782
- Саблер, Карл Фёдорович; подполковник; № 9746; 26 ноября 1855
- Саблин, Алексей Иванович; капитан-лейтенант; № 3606; 16 декабря 1821
- Саблин, Алексей Николаевич; контр-адмирал; № 1391; 26 ноября 1802
- Саблин, Василий Петрович; подполковник; № 9417; 26 ноября 1854
- Саблин, Николай Александрович; поручик; 25 сентября 1917 (посмертно)
- Саблин, Павел Алексеевич; штабс-капитан; № 8125; 26 ноября 1848
- Саблин, Пётр Алексеевич (Александрович); капитан 2-го ранга; № 8675; 26 ноября 1851
- Саблин, Яков Иванович; подполковник; № 2420 (1053); 24 июля 1812
- Сабов, Степан; майор; № 7317; 17 декабря 1844
- Сабуров, Алексей Иванович; полковник; № 5931; 3 декабря 1839
- Сабынин, Иван Михайлович; штабс-капитан; № 7525; 12 января 1846
- Саваневский, Иван Цезарьевич; полковник; № 9070; 26 ноября 1853
- Савастьянов, Платон Иванович; подполковник; № 4282; 22 сентября 1829
- Савёлов, Анатолий; поручик; 4 марта 1917
- Савельев, Александр Евграфович; капитан; 31 марта 1916
- Савельев, Виктор Захарович; генерал-майор; 23 сентября 1916
- Савельев, Яков Семёнович; прапорщик; 31 октября 1917 (посмертно)
- Савенков, Михаил Семёнович; поручик; № 4654; 25 декабря 1831
- Савин, Виссарион Фёдорович; капитан; № 6152; 3 декабря 1839
- Савин, Иван Ильич; подпоручик; 11 января 1917
- Савин, Николай Александрович; поручик; 30 декабря 1919
- Савин, Сергей Михайлович; штабс-капитан; 5 октября 1915
- Савинков (Савинов), Иоанникий, иеромонах; № 9608; 15 мая 1855
- Савинов, Степан Осипович; подпоручик; № 2911; 18 марта 1814
- Савирко, Иван Назарович; прапорщик; 1 марта 1916 (посмертно)
- Сависков, Кондратий Григорьевич; капитан; № 8111; 26 ноября 1848
- Савицкий, Андрей Афанасьевич; капитан; № 1835 (721); 29 января 1807
- Савицкий, Виктор Ипполитович; подпоручик; 11 апреля 1917
- Савицкий, Владимир Алексеевич; подпоручик; 25 мая 1917 (посмертно)
- Савицкий, Владимир Георгиевич; полковник; 4 марта 1917
- Савицкий, Владимир Иосифович; поручик; 7 февраля 1917
- Савицкий, Владимир Михайлович; генерал-майор; 4 января 1905
- Савицкий, Владимир Яковлевич; подполковник; 24 апреля 1915
- Савицкий, Иван Карлович; полковник; 31 октября 1917
- Савицкий, Иосиф Казимирович; подполковник; № 8698; 26 ноября 1851
- Савицкий, Леонид Александрович; войсковой старшина; 23 января 1917 (посмертно)
- Савицкий, Леонид Иосифович; капитан; 6 июля 1915 (посмертно)
- Савицкий, Людвиг Фёдорович; полковник; 16 декабря 1877
- Савицкий, Михаил Афанасьевич; майор; № 5473; 6 декабря 1836
- Савицкий, Николай Фёдорович; капитан; 17 октября 1915
- Савицкий, Павел; капитан-лейтенант; № 890 (464); 29 февраля 1792
- Савицкий, Сила Лукьянович; майор; № 5849; 1 декабря 1838
- Савицкий, Степан Иванович; майор; № 6592; 5 декабря 1841
- Савицкий, Яков Петрович; капитан-лейтенант; № 2359; 26 ноября 1811
- Савицков, Иван Ильич; полковник; № 1386; 26 ноября 1802
- Савич, Василий Фёдорович; капитан-лейтенант; № 3757; 26 ноября 1823
- Савич, Михаил Сергеевич; штабс-ротмистр; 13 октября 1916
- Савич, Сергей Михайлович; поручик; 5 октября 1915
- Савич, Степан Александрович; подполковник; № 6768; 3 декабря 1842
- Савищев, Николай Георгиевич; полковник; 27 января 1917
- Савков, Василий Михайлович; подполковник; № 5198; 1 декабря 1835
- Савков, Николай Михайлович; штабс-капитан; 6 сентября 1917
- Савоини, Еремей Яковлевич; полковник; № 2384 (1018); 30 ноября 1811
- Савойский-Езучевский, Тимофей Иванович; подполковник; № 7794; 26 ноября 1847
- Савониус, Виктор Васильевич; штабс-капитан; 1 января 1878
- Савочкин, Егор Семёнович; полковник; № 4076; 26 ноября 1827
- Савранов, Яков Андреевич; подполковник; № 4824; 25 декабря 1833
- Саврасов, Николай Иванович; генерал-майор; № 7943; 26 ноября 1848
- Савченко-Бельский, Василий Емельянович; поручик; № 8149; 28 августа 1849
- Савченко-Бельский, Кирилл Фёдорович; подполковник; № 5800; 1 декабря 1838
- Савчук, Александр Иванович; штабс-капитан; 4 марта 1917
- Сагайдаковский, Александр Григорьевич; штабс-капитан; 1 сентября 1917
- Сагайдачный, Савва Арсеньевич; капитан; № 5509; 6 декабря 1836
- Сагинов, Александр Дмитриевич; майор; № 8290; 26 ноября 1849
- Сагинов, Егор Дмитриевич; майор; № 6581; 5 декабря 1841
- Сагинов, Иван Зурабович; капитан; 26 ноября 1878
- Сагинов, Ростислав (Ростом) Иванович; штабс-капитан; 26 ноября 1878 (по другим данным 28 ноября 1878)
- Садиков, Александр Иванович; подполковник; 12 апреля 1878
- Садковский, Фёдор Семёнович; майор; № 7872; 26 ноября 1847
- Садлуцкий, Антон; подполковник; № 3737; 26 ноября 1823
- Садовинский, Артур Адольфович; подпоручик; 3 февраля 1915
- Садовников, Иван Степанович; подполковник; № 3828; 12 декабря 1824
- Садовников, Николай Фёдорович; прапорщик; 25 ноября 1916
- Садовский, Алексей Фомич; подполковник; № 6493; 5 декабря 1841
- Садовский, Иван Тимофеевич; подпоручик; 25 сентября 1917
- Садовский, Роман Витольдович; штабс-капитан; 26 января 1917
- Садыков, Анатолий Александрович; подпоручик; 4 апреля 1905
- Садыков, Георгий Николаевич; поручик; 5 июня 1905
- Сазонов, Иван Терентьевич; полковник; № 1320; 26 ноября 1802
- Сазонов, Константин Иванович; капитан; 30 декабря 1915 (посмертно)
- Сазонов, Николай Гаврилович; майор; № 3488; 6 июня 1821
- Сайков, Фёдор Иванович; майор; № 5312; 1 декабря 1835
- Сайн-Витгенштейн-Берлебург, Август; полковник гессенской службы; № 3003; 13 июля 1815
- Сайчук, Афанасий Семёнович; подполковник; 28 сентября 1905
- Сакварелидзе, Луарсаб Михайлович; полковник; 26 апреля 1917
- Саква, Константин Михайлович; прапорщик; 27 января 1917
- Сакен, Александр Фёдорович; подполковник; № 9126; 26 ноября 1853
- Сакен, Христофор Христофорович; премьер-майор; № 862; 26 ноября 1791
- Сакмин, Павел Яковлевич; майор; № 6071; 3 декабря 1839
- Сакович, Христофор; капитан; № 1142 (571); 1 января 1795
- Сакс, Яков Иванович; подполковник; № 6033; 3 декабря 1839
- Сакун, Павел Емельянович; капитан; 9 июня 1915
- Сакун, Роман Яковлевич; майор; № 4379; 19 декабря 1829
- Саламанов, Иван Николаевич; поручик; 14 июня 1915 (посмертно)
- Саламанов, Николай Николаевич; капитан; 23 мая 1916
- Салатко-Петрище, Владимир Александрович; штабс-капитан; 28 февраля 1919
- Салдан, Христофор Фёдорович; полковник; № 2854; 13 марта 1814
- Салеман, Карл Магнус Иванович; генерал-майор; № 413; 26 ноября 1785
- Салери, Иван Григорьевич; штабс-капитан; № 8339; 24 декабря 1849
- Саликов, Александр Алексеевич; майор; № 2651; 28 августа 1813
- Саликов, Александр Никитич; подполковник; № 1365; 26 ноября 1802
- Саликов, Иван Семёнович; капитан; № 7693; 1 января 1847
- Саликов, Игнатий Петрович; полковник; 19 сентября 1916
- Саллос, Иван Егорович; полковник; № 6428; 5 декабря 1841
- Салмаков, Иван Михайлович; надворный советник; № 1482; 15 декабря 1802
- Салогуб, Андрей Иванович; подполковник; № 7803; 26 ноября 1847
- Саломка, Иван Павлович; полковник; № 8665; 26 ноября 1851
- Саломоне, Орест; капитан итальянской службы; 1916
- Салтанов, Иван Осипович; капитан 1-го ранга; № 1528; 26 ноября 1803
- Салтанов, Самуил (Самойло); секунд-майор; № 71 (72); 1 ноября 1770
- Салтыков, Алексей (Иванович?); полковник; № 152 (131); 19 августа 1771
- Салтыков, Пётр Владимирович; поручик; № 113 (92); 12 апреля 1771
- Салтыков, Пётр Иванович[2]; штабс-ротмистр; № 1759 (745); 22 апреля 1807
- Сальберг, Густав Карлович; майор; № 9822; 26 ноября 1855
- Сальков, Андрей Никитич; капитан 2-го ранга; № 1863; 26 ноября 1807
- Сальков, Василий Александрович; полковник; № 8612; 26 ноября 1851
- Сальков, Владимир Васильевич; капитан; 2 сентября 1916
- Сальков, Евгений Андреевич; штабс-капитан; 7 июля 1907
- Сальманович, Марцеллий Казимирович; майор; № 8062; 26 ноября 1848
- Сальников, Дмитрий Ефимович; поручик; 6 января 1917
- Сальников, Мартын Максимович[3]; майор; № 7057; 4 декабря 1843
- Сальстет, Эдуард Андреевич; подполковник; № 9107; 26 ноября 1853
- Сальти, Георгий Дмитриевич; майор; № 7494; 12 января 1846
- Сальти, Константин Дмитриевич; лейтенант; № 1677; 5 февраля 1806
- Самаржи, Иван Иванович; полковник; № 9381; 26 ноября 1854
- Самарин, Александр Иванович; полковник; № 880 (454); 19 февраля 1792
- Самарин, Василий Максимович; полковник; № 4623; 25 декабря 1831
- Самарин, Герман Фёдорович (Георгий?); капитан-лейтенант; № 1614; 26 ноября 1804
- Самарцев, Сергей Тихонович; подполковник; 31 июля 1917
- Самборский, Сергей Севастьянович; подполковник; 3 февраля 1915
- Самбургский, Аким Петрович; генерал-майор; № 3793; 12 декабря 1824
- Самко, Сергей; подпоручик; 27 января 1917
- Самморуго, Генрих Петрович; капитан; № 6633; 5 декабря 1841
- Самне, Альберт; майор; № 3592; 16 декабря 1821
- Самович, Борис Иванович; подпоручик; 19 декабря 1917 (посмертно)
- Самодуров, Яков Иванович; капитан; № 9016; 1 февраля 1852
- Самойленко, Антон Терентьевич; майор; № 9456; 26 ноября 1854
- Самойленко, Григорий Антонович; подпоручик; 9 октября 1917
- Самойлов, Александр Михайлович; майор; № 6338; 11 декабря 1840
- Самойлов, Александр Николаевич; поручик; № 228 (188); 26 ноября 1773
- Самойлов, Григорий Яковлевич; подполковник; № 8732; 26 ноября 1851
- Самойлов, Иван Никифорович; генерал-майор; № 4320; 19 декабря 1829
- Самойлов, Николай Степанович; капитан; 3 февраля 1915
- Самойлович, Иван Васильевич; майор; № 3583; 16 декабря 1821
- Самойлович, Иван Захарович; подполковник; № 8338; 24 декабря 1849
- Самойлович, Николай Захарьевич; генерал-майор; № 8850; 1 февраля 1852
- Самонин, Алексей Никитич; подпоручик; 25 июня 1916
- Самосеев, Николай Карпович; подполковник; 18 ноября 1916
- Самохвалов, Иван Севастьянович; капитан; № 5082; 3 декабря 1834
- Самохвалов, Николай Иванович; поручик; 25 сентября 1917
- Самсон-фон-Гиммельшерн, Клавдий-Герман Романович; полковник; № 6411; 5 декабря 1841
- Самсонов, Александр Васильевич; генерал-лейтенант; 27 января 1907
- Самсонов, Андрей Самсонович; капитан; № 6870; 3 декабря 1842
- Самсонов, Егор Борисович; майор; № 2607; 11 июля 1813
- Самсонов, Павел Яковлевич; поручик; 9 сентября 1915
- Самсонов, Сергей Васильевич; генерал-майор; № 4681; 21 декабря 1832
- Самцов, Сергей Павлович; подпоручик; 26 августа 1916
- Санаев, Василий Данилович; секунд-майор; № 1274; 26 ноября 1795
- Сандерс, Фёдор Иванович; подполковник; № 1205; 26 ноября 1795
- Сандрарт, Вильгельм фон; майор прусской службы; № 2742; 4 ноября 1813 (de:Wilhelm von Sandrart)
- Санин, Лаврентий Степанович; капитан-лейтенант; № 3364; 12 декабря 1817
- Санковский, Андрей Степанович; полковник; № 8426; 26 ноября 1850
- Санников, Александр Сергеевич; генерал-майор; 8 октября 1916
- Санников, Николай Сергеевич; капитан; 8 июля 1900
- Санчиковский, Адам Антонович; подполковник; № 6277; 11 декабря 1840
- Сапожников, Александр Александрович; капитан; 7 июля 1907
- Сапожников, Михаил; подпоручик; 31 октября 1917
- Сапрыкин, Александр Кузьмич; подпоручик; 1 февраля 1917
- Сапрыкин, Михаил Иванович; капитан; 15 октября 1916
- Сапунов, Александр Алексеевич; подполковник; № 9138; 26 ноября 1853
- Сапфирский, Николай Иванович; полковник; 25 ноября 1916
- Сарабий, Иосиф[4]; полковник; № 5935; 3 декабря 1839
- Сараев, Иван Демьянович; прапорщик; 18 ноября 1917
- Сараев, Михаил Владимирович; есаул; 17 апреля 1915 (посмертно)
- Саражанович, Платон Григорьевич; подполковник; № 7457; 12 января 1846
- Сарандинаки, Василий Константинович; полковник; № 7424; 12 января 1846
- Сарандинаки, Владимир Иванович; полковник; 3 апреля 1917
- Сарандинаки, Евстафий Павлович; капитан 2-го ранга; № 934 (508); 31 августа 1792
- Сарандо, Иван Павлович; майор; № 8969; 1 февраля 1852
- Сарафьянц, Пётр Мартынович; поручик; 10 ноября 1916
- Сарахман, Александр Антонович; прапорщик; 5 мая 1917
- Саргани, Константин Эммануилович; майор; № 8507; 26 ноября 1850
- Сарест, Вольдемар Иосифович; прапорщик; 19 апреля 1917 (посмертно)
- Саруханов, Иван Константинович; полковник; 25 мая 1917 (посмертно)
- Сарычев, Алексей Андреевич; капитан-командор; № 1397; 26 ноября 1802
- Сарычев, Алексей (Александр?) Андреевич; капитан-лейтенант; № 2264; 26 ноября 1810
- Сарычев, Владимир Фёдорович; капитан 2-го ранга; 12 июня 1900
- Сарычев, Гавриил Андреевич; капитан-командор; № 1394; 26 ноября 1802
- Сарычев, Иван Васильевич; капитан 2-го ранга; № 6807; 3 декабря 1842
- Сарычев, Павел Алексеевич; капитан-лейтенант; № 8264; 26 ноября 1849
- Сарычев, Порфирий Васильевич; штабс-капитан; № 8580; 26 ноября 1850
- Сарычев, Фёдор Васильевич; капитан-лейтенант; № 9597; 11 мая 1855
- Сасс-Тисовский, Михаил Александрович; подполковник; 23 сентября 1915
- Саско, Константин Демьянович; подполковник; № 8053; 26 ноября 1848
- Саталкин, Александр Фёдорович; капитан-лейтенант; № 3778; 26 ноября 1823
- Сатин, Иосиф Емельянович; полковник; № 10 (10); 27 июля 1770
- Сатира (Сатири), Николай Григорьевич; лейтенант; № 2272; 26 ноября 1810
- Сатунин, Алексей Владимирович; подпоручик; 4 апреля 1917 (посмертно)
- Сатунин, Дмитрий Владимирович; подпоручик; 26 августа 1916
- Саулевич, Адольф Юлианович; капитан; 18 мая 1915
- Сауляк, Александр Яковлевич; подпоручик; 19 мая 1915
- Сафианов, Пётр Анастасьевич[5]; полковник; № 3447; 26 ноября 1819
- Сафонов, Александр Акимович; поручик; 16 января 1917
- Сафонов, Александр Лукич; капитан; № 7333; 17 декабря 1844
- Сафонов, Леонид Васильевич; прапорщик; 30 декабря 1915 (посмертно)
- Сафонов, Никифор Яковлевич; полковник; № 4337; 19 декабря 1829
- Сафонов, Павел Васильевич; полковник; № 8880; 1 февраля 1852
- Сафонов, Пётр Александрович; поручик; 26 августа 1916 (посмертно)
- Сафонов, Яков Васильевич; полковник; 4 марта 1917
- Сафроницкий, Николай Николаевич; подпоручик; 17 октября 1915
- Сафронов, Андрей Маркович; подполковник; № 1965 (873); 20 мая 1808
- Сафронов, Михаил Афанасьевич; поручик; 1 апреля 1917
- Сахановский, Иван Павлович; подполковник; № 6504; 5 декабря 1841
- Сахаров, Василий Карпович; полковник; № 6246; 11 декабря 1840
- Сахаров, Владимир Викторович; генерал от кавалерии; 22 сентября 1914
- Сахаров, Константин Вячеславович; полковник; 25 мая 1917
- Сахаров, Михаил; поручик; № 30 (30); 22 сентября 1770
- Сахаров, Николай Анастасьевич; подпоручик; 27 января 1917 (посмертно)
- Сахаров, Николай Иванович; поручик; 10 июня 1917 (посмертно)
- Сахаров, Николай Павлович; поручик; 25 ноября 1916
- Сахацкий, Вячеслав Антонович; полковник; 19 мая 1915
- Сахацкий, Фёдор Павлович; полковник; № 4793; 25 декабря 1833
- Сахнит, Георгий Петрович; прапорщик; 24 ноября 1917 (посмертно)
- Сахновский, Александр Петрович; штабс-капитан; 19 мая 1915
- Сахновский, Андрей Григорьевич; подполковник; № 4482; 18 декабря 1830
- Сахновский, Леонид Акимович; капитан; 24 апреля 1915
- Сахновский, Леонид Николаевич; ротмистр; 21 июня 1915
- Сахновский, Павел Яковлевич; капитан 2-го ранга; № 5254; 1 декабря 1835
- Сахновский, Порфирий Николаевич; подпоручик; 3 февраля 1916
- Сахновский, Степан; полковник; № 5165; 1 декабря 1835
- Сахрунов, Моисей Вартанович; поручик; № 9591; 15 апреля 1855

## Св
- Свадковский, Феликс Петрович; полковник; № 9696; 26 ноября 1855
- Сварчевский, Лев Францевич; майор; № 7486; 12 января 1846
- Свентицкий, Андрей Карлович; генерал-майор; № 10034; 26 ноября 1857
- Свентицкий, Антон Антонович; капитан; № 8303; 26 ноября 1849
- Свенторжецкий, Станислав Михайлович; подполковник; № 5600; 29 ноября 1837
- Свенцицкий, Игнатий Станиславович; ротмистр; № 6122; 3 декабря 1839
- Сверчков, Дмитрий Фёдорович; полковник; № 4067; 26 ноября 1827
- Сверчков, Иван Степанович; подполковник; № 176; 13 ноября 1771
- Свет, Федот Осипович; майор; № 9819; 26 ноября 1855
- Светлишников, Павел Семёнович; капитан; 11 декабря 1916
- Световидов, Александр Владимирович; подпоручик; 26 апреля 1915
- Свеховский, Иван Антонович; полковник; № 4950; 3 декабря 1834
- Свеховский, Эдуард Иеронимович; подпоручик; 12 апреля 1878
- Свечин, Александр Андреевич; генерал-майор; 21 октября 1916
- Свечин, Александр Сергеевич; капитан; № 732 (379); 27 мая 1790
- Свечин, Алексей Александрович; поручик; № 1998 (906); 16 июля 1808
- Свечин, Владимир Константинович; генерал-лейтенант; 28 декабря 1877
- Свечин, Никанор Михайлович; генерал-майор; № 2749; 10 декабря 1813
- Свечников, Александр Александрович; полковник; 29 мая 1915
- Свечников, Михаил Максимович; подполковник; № 9144; 26 ноября 1853
- Свечников, Михаил Степанович; подполковник; 26 сентября 1916
- Свечников, Михаил Тимофеевич; подполковник; 7 февраля 1917
- Свешников, Александр Иванович; лейтенант; № 9530; 26 ноября 1854, «за 18 морских кампаний»[6]
- Свешников, Александр Николаевич; штабс-капитан; 25 сентября 1917
- Свешников, Иван; майор; № 6118; 3 декабря 1839
- Свешников, Пётр Сафронович; майор; № 9809; 26 ноября 1855
- Свидерский, Александр Васильевич; подполковник; № 4721; 21 декабря 1832
- Свидерский, Иван Иванович; полковник; № 4958; 3 декабря 1834
- Свинкин, Иосиф Иванович; лейтенант; № 1896; 26 ноября 1807
- Свинцов, Иван Алексеевич; капитан; № 6878; 3 декабря 1842
- Свиньин, Дмитрий Елисеевич; майор; № 6839; 3 декабря 1842
- Свиржевский, Антон Станиславович; подполковник; № 5212; 1 декабря 1835
- Свириденко, Борис Иванович; прапорщик; 7 февраля 1917 (посмертно)
- Свиридов, Дмитрий Васильевич; полковник; № 9935; 26 ноября 1856
- Свиридов, Иван Васильевич; майор; № 7282; 17 декабря 1844
- Свиринский, Аркадий Иванович; подпоручик; 18 ноября 1917 (посмертно)
- Свирщевский, Казимир Францевич; майор; № 7477; 12 января 1846
- Свистун, Василий Фомич; майор; № 6833; 3 декабря 1842
- Свистунов, Борис Иванович; штабс-ротмистр; 31 марта 1916
- Свистунов, Гавриил Дмитриевич; полковник; 20 августа 1916
- Свистунов, Георгий Павлович; поручик; 10 июня 1916
- Свитин, Родион Фёдорович; капитан-лейтенант; № 747 (394); 6 июля 1790
- Свитин, Семён Фёдорович; подполковник; № 9137; 26 ноября 1853
- Свищев, Александр Алексеевич; майор; № 9180; 26 ноября 1853
- Свищёв, Василий Иванович; секунд-майор; № 1152 (582); 1 января 1795
- Свищев, Кузьма Александрович; штабс-капитан; 30 декабря 1915
- Свищев, Пётр Петрович; ротмистр; 20 августа 1916
- Свищевский, Тимофей Иванович; подполковник; № 7444; 12 января 1846
- Свиягин, Сергей Митрофанович; подполковник; № 8214; 26 ноября 1849
- Свободский, Фёдор Михайлович; полковник; № 3810; 12 декабря 1824
- Сволынский, Адам Троянович; полковник; № 7747; 26 ноября 1847
- Святогор, Кузьма Филиппович; подпоручик; 31 июля 1917
- Святогор-Штепин, Василий Данилович; полковник; № 5133; 1 декабря 1835
- Святополк-Мирский, Александр Сергеевич; подъесаул; 12 февраля 1907
- Святополк-Мирский, Дмитрий Иванович; полковник; № 9891; 12 января 1856
- Святополк-Мирский, Николай Иванович; поручик; № 9575; 28 декабря 1854
- Свяцкий, Алексей Михайлович; капитан-лейтенант; № 8739; 26 ноября 1851
- Свяцкий, Владимир Николаевич; генерал-майор; 19 мая 1915
- Свяцкий, Николай Михайлович; капитан-лейтенант; № 9426; 26 ноября 1854, за «выслугу 25 лет в офицерских чинах»[7]
- Свяцкий, Станислав Феликсович; полковник; 24 апреля 1915

## Се
- Севарсемидзе, Леонтий Яковлевич; полковник; № 3705; 26 ноября 1823
- Севастьянов, Григорий; лейтенант; № 1447; 26 ноября 1802
- Севастьянов, Николай Александрович; капитан 1-го ранга; № 7431; 12 января 1846
- Севастьянов, Павел Иванович; подполковник; № 4092; 26 ноября 1827
- Севастьянов, Пётр Александрович; капитан; № 7895; 26 ноября 1847
- Севенард, Владимир Владимирович; подполковник; 7 декабря 1915
- Северицын, Марк; инженер-советник; № 416; 26 ноября 1785
- Северюков, Алексей Фёдорович; капитан-лейтенант; № 3856; 12 декабря 1824
- Севон, Август Артурович; капитан; 18 сентября 1915
- Сегеркранц, Владимир Карлович; полковник; 13 января 1915 (посмертно)
- Сегеркранц, Роберт Фёдорович; полковник; № 8397; 26 ноября 1850
- Седлецкий, Виктор Францевич; подполковник; № 4262; 12 апреля 1829
- Седльницкий, Фелициан Эмилович; штабс-капитан; 17 июня 1909
- Седунов, Василий Михайлович; поручик; 5 мая 1917
- Сейфулин, Аркадий Владимирович; поручик; 11 августа 1917
- Сейфулин, Владимир Иванович; полковник; 4 ноября 1914
- Сейфулин, Леонид Владимирович; подпоручик; 18 сентября 1915
- Секретев, Пётр Тимофеевич; сотник; № 2734; 20 октября 1813
- Селевин, Иван Яковлевич[8]; полковник; № 965; 26 ноября 1792
- Селезнёв, Григорий Николаевич; подполковник; № 8023; 26 ноября 1848
- Селезнёв, Иван Николаевич; полковник; № 7964; 26 ноября 1848
- Селезнёв, Николай; полковник; № 5395; 6 декабря 1836
- Селехов, Алексей Абрамович; майор; № 1557; 26 ноября 1804
- Селехов, Егор Герасимович; полковник; № 3697; 26 ноября 1823
- Селецкий, Дмитрий Петрович; генерал-майор; № 4769; 25 декабря 1833
- Селецкий, Михаил Гаврилович; капитан; № 6154; 3 декабря 1839
- Селиванов, Александр Иванович; капитан 2-го ранга; № 4738; 21 декабря 1832
- Селиванов, Алексей Андреевич; войсковой старшина; № 2697; 6 октября 1813
- Селиванов, Андрей Николаевич; генерал-лейтенант; 1904—1908
- Селиванов, Иван Андреевич; полковник; № 2692; 6 октября 1813
- Селиванов, Иван Иванович; капитан; 3 февраля 1915
- Селиванов, Иван Фёдорович; капитан; № 7686; 1 января 1847
- Селиванов, Леонид Михайлович; подполковник; 23 января 1917
- Селиванов, Михаил Петрович; капитан 1-го ранга; № 2004 (912); 13 ноября 1808
- Селиванов, Фёдор Петрович; капитан-лейтенант; № 2030; 26 ноября 1808
- Селивачёв, Александр Иванович; капитан-лейтенант; № 3601; 16 декабря 1821
- Селивачёв, Алексей Иванович; капитан 1-го ранга; № 6988; 4 декабря 1843
- Селивачёв, Владимир Иванович; генерал-майор; 1 сентября 1915
- Селивачёв, Иван Андреевич; капитан 1-го ранга; № 930 (504); 31 августа 1792
- Селивачёв, Семён Иванович; капитан-лейтенант; № 2354; 26 ноября 1811
- Селиверстов, Алексей Михайлович; бригадир; № 415; 26 ноября 1785
- Селиверстов, Сергей Михайлович; подполковник; № 204 (171); 26 ноября 1772
- Селиков, Артемий Степанович; подполковник; 26 января 1915
- Селистранов, Михаил Константинович; капитан-лейтенант; № 9979; 26 ноября 1856
- Селифонтов, Иван Осипович; генерал-адъютант; № 222; 26 ноября 1773
- Селлинен, Александр Карлович; поручик; 26 декабря 1877
- Сельван, Дмитрий Дмитриевич; полковник; № 4947; 3 декабря 1834
- Селявин, Николай Иванович; генерал-майор; № 3625; 13 февраля 1823
- Селяво, Яков Александрович; полковник; 5 мая 1917
- Селядцев, Афанасий Андреевич; подполковник; 30 июня 1905
- Селянко, Станислав Викторович; майор; 27 марта 1880
- Семека, Савва Яковлевич; полковник; № 3325; 12 декабря 1817
- Семека, Степан; майор; № 2351; 26 ноября 1811
- Семененко-Ивановский, Матвей Алексеевич; капитан; № 6141; 3 декабря 1839
- Семенков (Семененко), Василий Яковлевич; капитан-лейтенант; № 2361; 26 ноября 1811
- Семёнов, Александр; поручик; 31 июля 1917
- Семёнов, Александр; прапорщик; 17 апреля 1915
- Семёнов, Александр Алексеевич[9]; капитан; № 140 (119); 17 июля 1771
- Семёнов, Александр Николаевич; поручик; 30 декабря 1915
- Семёнов, Алексей Иванович; подпоручик; 4 марта 1917
- Семёнов, Алексей Иванович; поручик; 7 апреля 1915
- Семёнов, Борис Иванович; штабс-капитан; 29 мая 1915 (посмертно)
- Семёнов, Василий Егорович; подполковник; № 8324; 26 ноября 1849
- Семёнов, Виктор Александрович; подпоручик; 1 апреля 1917
- Семёнов, Владимир Викторович; подпоручик; 24 апреля 1915
- Семёнов, Владимир Григорьевич; генерал-майор; 13 февраля 1905
- Семёнов, Дмитрий Дементьевич; подполковник; № 4732; 21 декабря 1832
- Семёнов, Иван Ефимович; подполковник; № 5604; 29 ноября 1837
- Семёнов, Иван Петрович; штабс-капитан; 11 мая 1912
- Семёнов, Иван Семёнович; штабс-капитан; № 7112; 4 декабря 1843
- Семёнов, Иван Степанович; полковник; № 6756; 3 декабря 1842
- Семёнов, Илья Иванович; майор; № 9193; 26 ноября 1853
- Семёнов, Иулиан Михайлович; штабс-капитан; № 9032; 1 февраля 1852
- Семёнов, Константин Фёдорович; поручик; 29 июля 1917
- Семёнов, Михаил Александрович; священник; 27 ноября 1915
- Семёнов, Михаил Иоакимович; капитан; № 9246; 26 ноября 1853
- Семёнов, Павел Петрович; майор; № 2171 (958); 12 января 1809
- Семёнов, Пётр Иосифович; полковник; 27 сентября 1916
- Семёнов, Степан Васильевич; полковник; № 8365; 26 ноября 1850
- Семёнов, Степан Евдокимович; подполковник; № 5752; 1 декабря 1838
- Семёнов, Устин Семёнович; полковник; № 6238; 11 декабря 1840
- Семёнов, Фёдор Филиппович; подполковник; № 8475; 26 ноября 1850
- Семенович-Никшич, Василий Егорович; майор; 31 июля 1877
- Семёнов, Иосиф Владимирович; генерал-майор; 3 февраля 1916
- Семенопуло, Александр Михайлович; капитан; 9 сентября 1915
- Семенцов, Михаил Самойлович; подполковник; № 7027; 4 декабря 1843
- Семенцов, Пётр Владимирович; прапорщик; 18 октября 1917 (посмертно)
- Семенченков, Степан Иванович; подполковник; № 2640; 17 августа 1813
- Семикобылин, Яков Владимирович; подъесаул; 17 марта 1917
- Семилетов, Эммануил Фёдорович; войсковой старшина; 29 октября 1917
- Семичев, Борис Прокофьевич; генерал-майор; № 1665; 5 февраля 1806
- Семичев, Пётр Иванович; полковник; № 4339; 19 декабря 1829
- Семчевский, Владимир Михайлович; полковник; № 4449; 18 декабря 1830
- Семчевский, Михаил Константинович; поручик; № 9902; 19 марта 1856
- Семчевский, Павел Михайлович; полковник; № 5173; 1 декабря 1835
- Семчевский, Фёдор Карпович; майор; № 7311; 17 декабря 1844
- Семыкин, Трофим Яковлевич; капитан-лейтенант; № 3855; 12 декабря 1824
- Семякин, Константин Романович; подполковник; № 6031; 3 декабря 1839
- Семячкин, Михаил Петрович; полковник; 24 сентября 1917
- Сенаторский, Владимир Николаевич; подпоручик; 9 сентября 1915
- Сендецкий, Василий Иванович; подполковник; 27 февраля 1878
- Сендецкий, Даниил Семёнович; подполковник; № 8695; 26 ноября 1851
- Сендецкий, Пётр Иванович; полковник; 8 сентября 1878
- Сендецкий, Феофил Григорьевич; майор; № 8521; 26 ноября 1850
- Сенкевич, Августин Андреевич; подполковник; № 8050; 26 ноября 1848
- Сенкевич, Евсевий Осипович; подполковник; № 8440; 26 ноября 1850
- Сенкевич, Иван Андреевич; подполковник; № 6793; 3 декабря 1842
- Сеннов, Иван; секунд-майор; № 1127; 26 ноября 1794
- Сен-При, Эммануил Францевич; полковник; № 1698 (684); 24 февраля 1806
- Сентанин, Пётр; премьер-майор; № 364; 26 ноября 1782
- Сентухов, Иван Романович; полковник; № 7960; 26 ноября 1848
- Сеньков, Алексей Андреевич; поручик; 30 июня 1917 (посмертно)
- Сенявин, Григорий Алексеевич; капитан-командор; № 1496; 15 декабря 1802
- Сенявин, Дмитрий Николаевич; капитан 2-го ранга; № 588 (272); 31 декабря 1788
- Сенявин, Иван Фёдорович; флота капитан 1-го ранга; № 523; 26 ноября 1787
- Сенявин, Сергей Сергеевич; лейтенант; № 9548; 6 декабря 1854
- Сераковский, Василий Францевич; подполковник; № 7817; 26 ноября 1847
- Сераковский, Вильгельм Карлович; подполковник; № 3964; 26 ноября 1826
- Серафимович, Иосиф Мартынович; штабс-капитан; № 10217; 1 августа 1863
- Серафимович, Мартын Карлович; майор; № 6842; 3 декабря 1842
- Серафимович, Михаил Павлович; подъесаул; 30 декабря 1915
- Серафимович, Николай Михайлович; подполковник; № 6000; 3 декабря 1839
- Серафимовский, Василий Сергеевич; подпоручик; 11 октября 1917
- Серафинович, Иван Антонович; капитан; 9 июня 1915
- Сербин, Илья Емельянович; подполковник; № 5178; 1 декабря 1835
- Сербин, Клементий Семёнович; капитан; № 2001 (909); 23 августа 1808
- Сербин, Николай Степанович; генерал-майор; № 1301; 26 ноября 1802
- Сербинович, Иван Александрович; прапорщик; 9 ноября 1915
- Сербинович, Осип Васильевич; майор; № 5838; 1 декабря 1838
- Сержпутовский, Адам Осипович; полковник; № 4964; 3 декабря 1834
- Сервианов, Иван Захарович; капитан; № 6164; 28 февраля 1840
- Сервирог, Август Людвигович; майор; № 6823; 3 декабря 1842
- Серга, Андрей Григорьевич; подпоручик; 31 июля 1917
- Сергеев, Алексей Владимирович; майор; № 6303; 11 декабря 1840
- Сергеев, Василий Алексеевич; прапорщик; 24 ноября 1917 (посмертно)
- Сергеев, Григорий Алексеевич; войсковой старшина; № 2899; 18 марта 1814
- Сергеев, Иван Виссарионович; подпоручик; 9 октября 1917 (посмертно)
- Сергеев, Константин Глебович; подпоручик; 4 августа 1877
- Сергеев, Константин Павлович; полковник; 26 августа 1916
- Сергеев, Никита Иванович; майор; № 9994; 26 ноября 1856
- Сергеев, Пётр Иванович; полковник; 26 августа 1916
- Сергеев, Сергей Александрович; штабс-капитан; № 7117; 4 декабря 1843
- Сергеев, Тихон; штабс-капитан; 12 октября 1917 (сведения о награждении возможно ошибочны)
- Сергеев, Федот Николаевич; капитан; № 9256; 26 ноября 1853
- Сергеев, Яков Тихонович; полковник; 4 апреля 1917
- Сергеенко, Николай Леонтьевич; штабс-ротмистр; № 1760 (746); 22 апреля 1807
- Сергеенко, Пётр Иванович; штабс-капитан; 12 января 1917 (сведения о награждении возможно ошибочны)
- Сергей Александрович, великий князь; капитан; 19 октября 1877
- Сергей Михайлович, великий князь; генерал от артиллерии; 1914
- Сергиевский, Борис Васильевич; прапорщик; 20 ноября 1915
- Серебренников, Георгий Адрианович; поручик; 22 мая 1917 (посмертно)
- Серебренников, Николай Павлович; полковник; 16 сентября 1916
- Серебряков, Аполлон Алексеевич; полковник; № 9096; 26 ноября 1853
- Серебряков, Василий Михайлович; полковник; № 1188 (618); 26 ноября 1795
- Серебряков, Владимир Иванович; полковник; 8 июля 1915
- Серебряков, Дмитрий Михайлович; подполковник; № 7236; 17 декабря 1844
- Серебряков, Егор Лазаревич; лейтенант; № 9532; 26 ноября 1854, «за 18 морских кампаний»[6]
- Серебряков, Иван; поручик; 9 сентября 1915
- Серебряков, Лазарь Маркович; капитан 2-го ранга; № 5459; 6 декабря 1836
- Серебряков, Марк Лазаревич; капитан-лейтенант; № 9527; 26 ноября 1854, «за 18 морских кампаний»[6]
- Серебряков, Николай Тимофеевич; подполковник; № 6797; 3 декабря 1842
- Серебряков, Семён Осипович; генерал-майор; № 10033; 26 ноября 1857
- Середа, Еким Иванович; полковник; № 5727; 1 декабря 1838
- Сереженко, Николай Александрович; полковник; 15 июля 1908
- Сериков, Алексей Викторович; подъесаул; 26 августа 1916
- Серков, Павел Иванович; подпоручик; 31 октября 1917
- Серов, Василий Родионович; есаул; № 10229; 26 января 1865
- Сероокий, Фома Корнеевич; штабс-капитан; 25 июля 1917
- Серторий, Карл; премьер-майор; № 1114; 26 ноября 1794
- Сеславин, Александр Никитич; капитан; № 2443 (1076); 5 ноября 1812
- Сеславин, Николай Романович; капитан-лейтенант; № 2356; 26 ноября 1811
- Сетков, Пантелеймон Никитич; полковник; № 6737; 3 декабря 1842
- Сечинский, Максим Петрович; майор; № 5278; 1 декабря 1835
- Сечкарёв, Василий Лукич; штабс-капитан; № 9872; 26 ноября 1855

## Си
- Сибирко, Фёдор Иосифович; подполковник; 30 декабря 1915 (посмертно)
- Сибирский, Василий Фёдорович; поручик; № 209 (176); 27 июля 1773
- Сивербрик, Александр Иванович; полковник; № 9370; 26 ноября 1854
- Сивериков, Павел Петрович; полковник; № 10041; 26 ноября 1857
- Сиверс, Александр Иванович; полковник; № 4531; 4 мая 1831
- Сиверс, Александр Михайлович; генерал-майор; 31 января 1915
- Сиверс, Иван Лаврентьевич; подполковник; № 4731; 21 декабря 1832
- Сиверс, Иван Христианович; генерал-майор; № 3629; 13 февраля 1823
- Сиверс, Ефим Карлович; капитан-лейтенант; № 412; 26 ноября 1784
- Сиверс, Фаддей Васильевич; генерал от инфантерии; 22 сентября 1914
- Сиверс, Фёдор Фёдорович; секунд-майор; № 296 (238); 26 ноября 1776
- Сиверс, Яков; полковник; № 1474; 15 декабря 1802
- Сиверс, Яков Карлович; полковник; № 1776 (761); 26 апреля 1807
- Сиверс, Яков Яковлевич; полковник; 14 июня 1915
- Сивицкий, Иосиф Францевич; полковник; 9 сентября 1915
- Сивицкий, Николай Никанорович; поручик; 23 сентября 1915 (посмертно)
- Сивкевич, Макар Фёдорович; капитан; № 8573; 26 ноября 1850
- Сивохин, Александр Фаддеевич; капитан; № 9008; 1 февраля 1852
- Сиврич, Аполлон Степанович; майор; № 6328; 11 декабря 1840
- Сигаль, Григорий Павлович; полковник; 16 января 1917
- Сигнаевский, Павел Иосифович; прапорщик; 25 сентября 1917 (посмертно)
- Сигунов, Николай Григорьевич; подполковник; № 8028; 26 ноября 1848
- Сидамонов, Моисей Давидович; подполковник; № 8727; 26 ноября 1851
- Сидеев, Фёдор Фёдорович; майор; № 5850; 1 декабря 1838
- Сиденгам, Томас; полковник великобританской службы; № 2928; 3 мая 1814
- Сидоренко, Тимофей Васильевич; майор; № 6617; 5 декабря 1841
- Сидорин, Владимир Ильич; подполковник; 26 августа 1916
- Сидорин, Леонтий Леонтьевич; поручик; 16 декабря 1877
- Сидоров, Иван Петрович; подпоручик; 26 января 1917 (посмертно)
- Сидоров, Иосиф Тихонович; поручик; 15 января 1917
- Сидоров, Кирилл Фёдорович; капитан-лейтенант; № 1878; 26 ноября 1807
- Сидоров, Павел Иванович; майор; № 6348; 11 декабря 1840
- Сидоров, Пётр Андреевич; капитан; № 9864; 26 ноября 1855
- Сидун, Ксенофонт Петрович; поручик; 18 мая 1915
- Сизинг, Иван; майор; № 1375; 26 ноября 1802
- Сизов, Михаил Гаврилович; прапорщик; 3 сентября 1916 (посмертно)
- Сизов, Николай Николаевич; поручик; 13 января 1915
- Сизов, Пётр Тимофеевич; капитан-лейтенант; № 9165; 26 ноября 1853
- Сик, Лев Карлович; подполковник; № 3972; 26 ноября 1826
- Сикоев, Нестор Иорамович; прапорщик; 1 сентября 1917
- Сикстель, Василий Христианович; полковник; № 6436; 5 декабря 1841
- Сикстель, Христиан Иванович; ротмистр; № 711; 26 ноября 1789
- Силаков, Василий Еремеевич; майор; № 5831; 1 декабря 1838
- Силаков, Иван Еремеевич; полковник; № 6980; 4 декабря 1843
- Силин, Василий Михайлович; майор; № 2000 (908); 23 августа 1808
- Силин, Георгий Николаевич; капитан; 9 сентября 1915
- Силицкий, Андрей; майор; № 3350; 12 декабря 1817
- Силич, Роман Фёдорович; полковник; № 6226; 11 декабря 1840
- Силлау, Яков Яковлевич; поручик; 4 марта 1917 (посмертно)
- Сильвергельм, Эрих Егорович; полковник; № 8408; 26 ноября 1850
- Сильверсван, Иоганн; подполковник; № 9423; 26 ноября 1854
- Сильви, Фёдор Александрович; капитан 1-го ранга; № 4087; 26 ноября 1827
- Сильвин, Иван Александрович; штабс-капитан; 25 мая 1917
- Сильман, Фёдор Фёдорович; капитан 1-го ранга; 12 июня 1900
- Сим, Леонид Александрович; подполковник; 26 января 1917
- Симаков, Василий Яковлевич; майор; № 9199; 26 ноября 1853
- Симанов, Андреян Феклистович; капитан 2-го ранга; № 3239; 26 ноября 1816
- Симанов, Иван Александрович; майор; № 2394 (1028); 14 января 1812
- Симанович, Фёдор Филиппович; подполковник; № 1545 (643); 24 февраля 1804
- Симановский, Василий Лаврович; полковник; 10 августа 1917
- Симановский, Дмитрий Петрович; подполковник; № 5770; 1 декабря 1838
- Симановский, Нестор Федотович; подполковник; № 8737; 26 ноября 1851
- Симанский, Александр Лукич; вице-адмирал; № 1390; 26 ноября 1802
- Симбиряков, Владимир Никитич; поручик; 25 мая 1916
- Симборский, Андрей Михайлович; генерал-майор; № 5918; 3 декабря 1839
- Симборский, Валентин Михайлович; полковник; № 6416; 5 декабря 1841
- Симборский, Иероним Михайлович; полковник; № 7405; 12 января 1846
- Симбухин, Матвей Михайлович; секунд-майор; № 1267; 26 ноября 1795
- Симбухин, Николай Семёнович; майор; № 9827; 26 ноября 1855
- Сименов, Георгий Иорданович; капитан; 7 октября 1914
- Симич, Степан Васильевич; подполковник; № 5746; 1 декабря 1838
- Симишин, Павел Михайлович; полковник; № 4066; 26 ноября 1827
- Симме, Егор Егорович; капитан 2-го ранга; № 1533; 26 ноября 1803
- Симоненко, Виктор Яковлевич; штабс-капитан; 3 апреля 1917 (посмертно)
- Симоненко, Поликарп Кириллович; прапорщик; 9 сентября 1915
- Симоненков, Гавриил Фёдорович; штабс-капитан; 2 марта 1906
- Симонич (Гра-Симонич), Иван Осипович; подполковник; № 4033; 27 января 1827
- Симонов, Алексей Павлович; прапорщик; 20 ноября 1915
- Симонов, Владимир Иванович; поручик; 10 февраля 1917 (посмертно)
- Симонов, Иван Семёнович; поручик; 27 января 1917
- Симонов, Михаил Адрианович; подполковник; № 10119; 26 ноября 1858
- Симонович, Виктор Владимирович; капитан; 21 ноября 1916
- Сингут, Егор; премьер-майор; № 869; 26 ноября 1791
- Синельников, Александр Никитич; полковник; № 4698; 21 декабря 1832
- Синельников, Александр Петрович; поручик; 26 декабря 1877
- Синельников, Александр Михайлович; поручик; 4 марта 1917
- Синельников, Иван Васильевич; полковник; № 6448; 5 декабря 1841
- Синельников, Михаил; штабс-капитан; 10 сентября 1919
- Синельников, Николай Петрович; полковник; № 7762; 26 ноября 1847
- Синенков, Егор; подполковник; № 2330; 26 ноября 1811
- Синеоков, Иван Андреевич; майор; № 7077; 4 декабря 1843
- Синицын, Аким Саввич; капитан 2-го ранга; № 2027; 26 ноября 1808
- Синицын, Григорий; подполковник; № 1513; 26 ноября 1803
- Синицын, Иосиф Михайлович; поручик; 30 июня 1917
- Синицын, Пётр Акимович; капитан-лейтенант; № 4908; 25 декабря 1833
- Синицын, Фёдор Данилович; генерал-майор; № 1647; 5 февраля 1806
- Синкевич, Антон Адамович; полковник; 23 декабря 1878
- Синкевич, Афанасий Кузьмич; полковник; 25 ноября 1916
- Синклер, Леонид Александрович; полковник; 26 августа 1916
- Синодино, Григорий Дмитриевич; майор; № 2508 (1141); 23 декабря 1812
- Синтон, Джон Александр; капитан британской службы; июль 1916
- Синявский, Иван Антонович; майор; № 7855; 26 ноября 1847
- Сипайло, Владимир Николаевич; капитан; 9 сентября 1915 (посмертно)
- Сипайло, Игнатий Фаддеевич; подполковник; № 6798; 3 декабря 1842
- Сипягин, Николай Андреевич; капитан-лейтенант; № 5900; 1 декабря 1838
- Сипягин, Николай Васильевич; полковник; № 850; 26 ноября 1791
- Сипягин, Николай Мартемьянович; полковник; № 2598; 11 июля 1813
- Сипягин, Николай Степанович (Семёнович?); капитан 2-го ранга; № 3420; 15 февраля 1819
- Сиренко, Николай Фомич; поручик; 26 января 1917
- Сириоти, Николай Иванович; подполковник; № 3571; 16 декабря 1821
- Сирицын, Иван Савельевич; прапорщик; 25 сентября 1917
- Сиряков, Николай Петрович; подполковник; 8 июля 1915 (посмертно)
- Ситников, Александр Лазаревич; майор; № 9983; 26 ноября 1856
- Ситников, Иван Клементьевич; майор; № 5276; 1 декабря 1835
- Ситников, Константин Иванович; поручик; 5 мая 1917 (посмертно)
- Сичкарь, Михаил Матвеевич; подпоручик; 23 января 1917 (посмертно)
- Сиянов, Пётр Гаврилович; подполковник; № 5590; 29 ноября 1837

## Ск
- Скабеев, Пётр Васильевич; подполковник; № 7443; 12 января 1846
- Скаковский, Иван Викентьевич; майор; № 9987; 26 ноября 1856
- Скаловский, Иван Семёнович; лейтенант; № 1741 (727); 26 февраля 1807
- Скаловский, Николай Иванович; лейтенант; № 7368; 17 декабря 1844
- Скаловский, Ростислав Карпович; капитан 1-го ранга; № 9657; 26 ноября 1855
- Скалон, Антон Антонович; полковник; № 8411; 26 ноября 1850
- Скалон, Антон Антонович (1767); генерал-майор; № 2311; 26 ноября 1811
- Скалон, Антон Данилович; полковник; № 86; 25 ноября 1770
- Скалон, Василий Данилович; генерал-майор; 27 февраля 1878
- Скалон, Михаил Николаевич; штабс-ротмистр; 25 февраля 1907
- Скалон, Николай Антонович; генерал-майор; № 7544; 1 января 1847
- Скарабелли, Иосиф Павлович; подполковник; № 813 (426); 25 марта 1791
- Скардови-де-Риштон, Фредерик, (Скардовий-Рингтон, Фёдор Львович), (Скардови фон Рингтон, Фридрих-Людвиг); подполковник; № 3942; 26 ноября 1826[10]
- Скаржинский, Пётр Михайлович; полковник; № 596 (280); 14 апреля 1789
- Скарятин, Михаил Матвеевич; подполковник; № 559; 26 ноября 1788
- Скарятин, Николай Дмитриевич; лейтенант; № 9605; 11 мая 1855
- Скарятин, Сергей Иосифович; капитан 2-го ранга; № 6561; 5 декабря 1841
- Скачков, Владимир Константинович; штабс-ротмистр; 12 января 1917
- Скачков, Иван Алексеевич; премьер-майор; № 336; 26 ноября 1781
- Скачков, Павел Иванович; подполковник; № 5768; 1 декабря 1838
- Скворцов, Иван Константинович; штабс-капитан; 25 сентября 1917
- Скворцов, Николай Петрович; подполковник; № 3074; 26 ноября 1816
- Скворцов, Павел Петрович; капитан; № 10156; 8 сентября 1859
- Скерлетов, Павел Петрович; штабс-капитан; № 2065 (936); 17 февраля 1809
- Скипетров, Леонид Николаевич; подполковник; 20 января 1917
- Склодовский, Виталий Каэтанович; подполковник; 26 августа 1916
- Скляревич, Пётр Фёдорович; подполковник; № 8015; 26 ноября 1848
- Скляревский, Василий Епифанович; генерал-майор; 17 апреля 1915
- Скляров, Михаил Васильевич; есаул; 3 января 1917
- Скляров, Николай Андреевич; полковник; № 8901; 1 февраля 1852
- Скляров, Николай Васильевич; полковник; 23 мая 1916
- Скобеев, Иван Фёдорович; полковник; 1 сентября 1917
- Скобелев, Дмитрий Иванович; полковник; № 9560; 28 декабря 1854
- Скобелев, Иван Никитич; полковник; № 2926; 3 мая 1814
- Скобелев, Михаил Дмитриевич; подполковник; 30 августа 1873
- Скобельцын, Владимир Степанович; генерал-майор; 9 сентября 1915
- Скобельцын, Николай Николаевич; полковник; № 4624; 25 декабря 1831
- Скоблин, Николай Владимирович; подпоручик; 30 декабря 1915
- Скоритовский, Александр Иосифович; капитан; 9 сентября 1915
- Скорбеев, Фёдор Григорьевич; капитан 1-го ранга; № 736 (383); 6 июля 1790
- Скорняков, Александр Николаевич; генерал-лейтенант; 9 октября 1917
- Скорняков, Иосиф Константинович; полковник; 30 июня 1917
- Скоробогатов, Антон Никитич; капитан-лейтенант; № 9030; 1 февраля 1852
- Скоробогатый, Виктор Яковлевич; хорунжий; 26 августа 1916 (посмертно)
- Скороговоров, Николай Никитич; капитан; № 9224; 26 ноября 1853
- Скородулли, Александр Дмитриевич; полковник; № 7566; 1 января 1847
- Скородулли, Дмитрий Константинович; полковник; № 3925; 26 ноября 1826
- Скородумов, Михаил Фёдорович; подпоручик; 25 сентября 1917
- Скоропадский, Павел Петрович; генерал-майор; 13 октября 1914
- Скоропляс, Иван Степанович; поручик; 17 апреля 1916
- Скорупский, Иосиф Лаврентьевич; подполковник; № 8245; 26 ноября 1849
- Скосаревский, Евпатий (Ипатий) Степанович; майор; 31 июля 1877
- Скосаревский, Кирей Демьянович[11]; майор; № 7050; 4 декабря 1843
- Скосаревский, Павел Демьянович; капитан; № 6366; 11 декабря 1840
- Скржинский, Станислав Иванович; поручик; 13 октября 1916
- Скрипицын, Василий; лейтенант; № 3293; 26 ноября 1816
- Скрипниченко, Иоанн Анисимович; капитан; 9 сентября 1915
- Скрочинский, Альбин Антонович; капитан; 31 декабря 1916
- Скрыдлов, Николай Владимирович; капитан; 24 октября 1904
- Скрыдлов, Николай Илларионович; лейтенант; 12 июня 1877
- Скрынник, Николай Иванович; поручик; 18 мая 1915
- Скрынников, Михаил Павлович; подполковник; 11 сентября 1916
- Скрыплев, Василий Иванович; капитан; № 1607; 26 ноября 1804
- Скрыплев, Павел Петрович; капитан 2-го ранга; № 6564; 5 декабря 1841
- Скрыпченко, Аким Трофимович; поручик; № 7710; 1 января 1847
- Скрьяни, Спиридон Степанович; капитан; № 8797; 26 ноября 1851
- Скрябин, Алексей Иванович; капитан 1-го ранга; № 1040; 26 ноября 1793
- Скрябин, Михаил Васильевич; лейтенант; № 3261; 26 ноября 1816
- Скрябин, Николай Сидорович; подполковник; № 8955; 1 февраля 1852
- Скрягин, Александр Павлович; капитан 2-го ранга; № 7787; 26 ноября 1847
- Скрягин, Михаил С.; поручик; 30 декабря 1915[12]
- Скудре, Жанно-Христофор Янович; подполковник; 5 мая 1917
- Скуинь, Иоганн; поручик; 28 августа 1917
- Скуратов, Николай Сергеевич; капитан-лейтенант; № 305; 26 ноября 1778
- Скуратов, Пётр Тимофеевич; майор; № 5270; 1 декабря 1835

## Сл
- Славиковский, Григорий Иванович; ротмистр; № 6630; 5 декабря 1841
- Славич, Николай Саввич; генерал-майор; № 9343; 26 ноября 1854
- Славотинский, Никифор Павлович[13]; подполковник; № 5580; 29 ноября 1837
- Слагис, Франц-Эдуард Карлович; штабс-капитан; 12 ноября 1915
- Слатвинский, Михаил Иванович; полковник; № 3807; 12 декабря 1824
- Слатвинский, Пётр Иванович; генерал-майор; № 4052; 26 ноября 1827
- Слатвинский, Яков Иванович; полковник; № 3906; 26 ноября 1826
- Слащёв, Александр Михайлович; капитан; № 9860; 26 ноября 1855
- Слащёв, Яков Александрович; штабс-капитан; 18 июля 1916
- Слевинский, Людвиг Альбертович; поручик; № 9306; 19 мая 1854
- Следзинский, Иван Матвеевич; майор; № 5052; 3 декабря 1834
- Следзинский, Яков Матвеевич; подполковник; № 4586; 16 декабря 1831
- Слёзкин, Владимир Николаевич; подпоручик; 27 июля 1916 (посмертно)
- Слепнёв, Фёдор Васильевич; майор; № 4238; 25 декабря 1828
- Слепушкин, Леонтий Иванович; майор; № 5479; 6 декабря 1836
- Слепушов, Иван Иванович; штабс-капитан; 15 мая 1915
- Слепцов, Андрей Иванович; поручик; 29 мая 1917
- Слепцов, Николай Павлович; полковник; № 8340; 19 января 1850
- Слепцов, Пётр Ефремович; полковник; № 3182; 26 ноября 1816
- Слепченков, Пётр Иванович; майор; № 1981 (889); 20 мая 1808
- Слесарев, Александр Фёдорович; капитан; № 10008; 26 ноября 1856
- Слесарев, Максим; хорунжий; 31 июля 1917 (посмертно)
- Сливинский, Александр Владимирович; штабс-капитан; 20 декабря 1915
- Сливинский, Бронислав Игнатьевич; полковник; № 9683; 26 ноября 1855
- Сливицкий, Валентий Валентьевич; полковник; № 5963; 3 декабря 1839
- Сливицкий, Юлий Валентинович; капитан; № 4542; 3 сентября 1831
- Слизов, Пётр Борисович; флота капитан; № 643 (328); 22 августа 1789
- Слинько, Владимир Филиппович; штабс-капитан; 3 сентября 1916
- Слинько, Лаврентий Антонович (Акимович); подполковник; № 6281; 11 декабря 1840
- Слободяник, Илья Антонович; капитан; 9 ноября 1915 (посмертно)
- Слоновский, Дмитрий Анантольевич; капитан; 30 июня 1917
- Слоновский, Яков Иванович; майор; № 6836; 3 декабря 1842
- Слончевский, Иван Карпович; подполковник; № 3983; 26 ноября 1826
- Слудин, Василий; подполковник; № 1096; 26 ноября 1794
- Слухоцкий, Евгений Людвигович; генерал-майор; 31 июля 1917
- Случановский, Павел Яковлевич; майор; № 5823; 1 декабря 1838
- Слюняев, Григорий Дементьевич; полковник; № 3173; 26 ноября 1816
- Слюсарев, Александр Давидович; поручик; 13 ноября 1916
- Слюсарев, Александр Ильич; поручик; 21 апреля 1917 (посмертно)
- Слюсаренко, Владимир Алексеевич; полковник; 13 февраля 1905
- Слюсарь-Слюсарский, Григорий Петрович; подпоручик; 19 мая 1915

## См
- Смагин, Александр Павлович; полковник; № 4538; 22 августа 1831
- Смекалов, Алексей Михайлович; генерал-майор; 12 июня 1878
- Смеловский, Кир Даниилович; подполковник; № 7609; 1 января 1847
- Смеловский, Николай Алексеевич; подполковник; 30 декабря 1915
- Смельницкий, Сергей Михайлович; подполковник; 4 августа 1916
- Смецкий, Иван Артемьевич; подполковник; № 5409; 6 декабря 1836
- Смешной, Пантелеймон Иванович; подпоручик; 27 марта 1917 (посмертно)
- Смирницкий, Алексей Савич; капитан 1-го ранга; № 3081; 26 ноября 1816
- Смирницкий, Павел Васильевич; подполковник; № 5220; 1 декабря 1835
- Смирнов, Александр Иванович; штабс-капитан; 23 ноября 1904
- Смирнов, Александр Сергеевич; капитан 1-го ранга; № 1399; 26 ноября 1802
- Смирнов, Василий Степанович; полковник; 1 июня 1915
- Смирнов, Виктор Алексеевич; подполковник; 11 декабря 1915
- Смирнов, Владимир Александрович; подпоручик; 3 февраля 1916 (посмертно)
- Смирнов, Владимир Васильевич; генерал от инфантерии; 25 октября 1914
- Смирнов, Дмитрий Алексеевич; майор; № 7044; 4 декабря 1843
- Смирнов, Егор Савич; подполковник; № 7463; 12 января 1846
- Смирнов, Иван Васильевич; прапорщик; 31 октября 1917
- Смирнов, Иван Константинович; подпоручик; 4 марта 1917 (посмертно)
- Смирнов, Иван Николаевич; прапорщик; 30 марта 1879
- Смирнов, Иван Павлович; полковник; 1 июня 1915
- Смирнов, Константин Васильевич; прапорщик; 23 мая 1916 (посмертно)
- Смирнов, Константин Николаевич; прапорщик; 9 сентября 1915
- Смирнов, Михаил Григорьевич; полковник; 23 июня 1917
- Смирнов, Михаил Иванович; 27 августа 1919
- Смирнов, Николай; подпоручик; 3 января 1917
- Смирнов, Николай Владимирович; полковник; 1 сентября 1915 (посмертно)
- Смирнов, Николай Яковлевич; подполковник; № 8947; 1 февраля 1852
- Смирнов, Павел Алексеевич; подполковник; № 2332; 26 ноября 1811
- Смирнов, Павел Иванович; протоиерей; 5 декабря 1916
- Смирнов, Павел Петрович; поручик; 6 сентября 1917
- Смирнов, Пётр Ильич; прапорщик; 1 апреля 1917
- Смирнов, Пётр Яковлевич; прапорщик; 17 апреля 1915 (посмертно)
- Смирнов, Сергей Петрович; полковник; 28 августа 1917
- Смирнов, Харитон Гаврилович; капитан; № 8549; 26 ноября 1850
- Смирной, Григорий Иванович; подполковник; № 4596; 16 декабря 1831
- Смирнский, Николай Иванович; прапорщик; 7 ноября 1915
- Смирных, Андрей Васильевич; есаул; 12 января 1917
- Смит, Джон Джордж; лейтенант британской службы; ; 25 сентября 1915
- Смиттен, Александр Евстафьевич; капитан; № 4637; 25 декабря 1831
- Смогоржевский, Григорий Григорьевич; поручик; 25 мая 1917 (посмертно)
- Смоленцев, Валериан Александрович; поручик; 7 февраля 1917
- Смолин, Иннокентий Семёнович; генерал-майор; в 1919
- Смолин, Матвей Иванович; майор; № 6080; 3 декабря 1839
- Смолл, Эдвард Альфред; лейтенант английской службы; 17 ноября 1919
- Смолух, Франц; поручик; 18 сентября 1916
- Смольский, Михаил Петрович; поручик; 9 октября 1917
- Смольянинов, Пётр Андреевич; полковник; № 7185; 17 декабря 1844
- Смоляк, Антон Филимонович; поручик; 1 марта 1916 (посмертно)
- Смоляк, Иосиф Иванович; генерал-майор; № 7543; 1 января 1847
- Смородин, Николай Егорович; подполковник; № 1231; 26 ноября 1795
- Смородинов, Василий Андреевич; подпоручик; 24 ноября 1917
- Сморчков, Семён Николаевич; подполковник; № 8038; 26 ноября 1848
- Смуглов, Николай Семёнович; штабс-капитан; 15 марта 1915
- Смысловский, Всеволод Константинович; подполковник; 20 ноября 1915
- Смышляев, Константин Михайлович; прапорщик; 25 сентября 1917

## Сн
- Снаксарёв, Антон Иванович; подполковник; № 7228; 17 декабря 1844
- Снаксарев, Марк Евсеевич; капитан-лейтенант; № 1605; 26 ноября 1804
- Снаксаров, Афанасий Иванович; капитан; № 4503; 18 декабря 1830
- Снегирь, Емельян Петрович; подпоручик; 29 апреля 1917 (посмертно)
- Снегуровский, Сергей Иванович; капитан; 19 мая 1915
- Снежков, Сергей Константинович; штабс-капитан; 9 сентября 1915
- Снесарёв, Андрей Евгеньевич; генерал-майор; 10 июня 1916
- Снессорев, Фёдор Александрович; полковник; 13 января 1915
- Снетов, Пётр Петрович; капитан; № 9237; 26 ноября 1853
- Снигуровский, Евгений Степанович; подполковник; 23 мая 1916

## Со
- Собичевский, Борис Алексеевич; корнет; 2 октября 1917 (посмертно)
- Собокарев, Валериан Иванович; подпоручик; 17 октября 1915
- Соболев, Александр Васильевич; подполковник; 2 июня 1915
- Соболев, Владимир Васильевич; поручик; 2 июня 1915 (посмертно)
- Соболев, Георгий Аполлонович; подпоручик; 9 октября 1917
- Соболев, Дмитрий Петрович; подполковник; № 3718; 26 ноября 1823
- Соболев, Иван; капитан-лейтенант; № 1887; 26 ноября 1807
- Соболев, Леонид Николаевич; полковник; 31 января 1878
- Соболев, Михаил Иванович; полковник; № 4968; 3 декабря 1834
- Соболевский, Алексей Владимирович; полковник; № 3188; 26 ноября 1816
- Соболевский, Илья Давидович; капитан; № 5510; 6 декабря 1836
- Соболевский, Иосиф Степанович; майор; № 7847; 26 ноября 1847
- Соболевский, Леонтий; майор; № 3587; 16 декабря 1821
- Соболевский, Михаил Иванович; майор; № 6855; 3 декабря 1842
- Соболевский, Михаил Яковлевич; подпоручик; 13 февраля 1905
- Соболевский, Павел Львович; майор; № 8987; 1 февраля 1852
- Соболевский, Пётр Львович; подполковник; № 7809; 26 ноября 1847
- Соболевский, Степан Герасимович; подполковник; № 2888; 18 марта 1814
- Соболевский, Степан Иванович; капитан; 11 ноября 1914
- Соваж, Сергей Иванович; полковник; 1 сентября 1915
- Соецкий, Бонавентура Станиславович; майор; № 7497; 12 января 1846
- Соин, Иван Петрович; капитан; № 9238; 26 ноября 1853
- Соймонов (Салманов); майор; № 2409 (1042); 23 апреля 1812
- Соймонов, Илья Алексеевич; майор; № 7719; 3 февраля 1847
- Соймонов, Фёдор Иванович; генерал-майор; № 6687; 3 декабря 1842
- Сокаев, Константин; подпрапорщик; 22 декабря 1917
- Сокарев; полковник; № 2487 (1120); 23 декабря 1812
- Соковнин, Борис Сергеевич; генерал-майор; № 2553 (1186); 17 февраля 1813
- Соковнин, Николай Михайлович; капитан 1-го ранга; № 9877; 26 ноября 1855
- Сокол, Александр Данилович; подполковник; 3 февраля 1915
- Сокол, Пётр Данилович; поручик; 28 июля 1917 (посмертно)
- Соколов; подполковник; № 2396 (1030); 21 января 1812
- Соколов, Александр Дмитриевич; майор; № 7286; 17 декабря 1844
- Соколов, Алексей Иванович; штабс-капитан; 12 июля 1915 (посмертно)
- Соколов, Алексей Фёдорович; майор; № 8515; 26 ноября 1850
- Соколов, Андрей Михайлович; подполковник; № 3209; 26 ноября 1816
- Соколов, Андрей Николаевич; подполковник; № 403; 26 ноября 1784
- Соколов, Владимир Иванович; генерал-лейтенант; 24 ноября 1916
- Соколов, Владимир Иванович (возможно ошибка в имени); поручик; 26 января 1917 (посмертно)
- Соколов, Владимир Корнилович (Корнильевич); полковник; 2 апреля 1917
- Соколов, Вячеслав; прапорщик; 31 октября 1917 (посмертно)
- Соколов, Григорий Николаевич; подполковник; № 4228; 25 декабря 1828
- Соколов, Дмитрий Владимирович; подпоручик; 12 ноября 1916
- Соколов, Егор; майор; № 9462; 26 ноября 1854
- Соколов, Елисей Николаевич; подполковник; 13 марта 1908
- Соколов, Иван Иванович; подполковник; № 6539; 5 декабря 1841
- Соколов, Иван Никифорович; войсковой старшина; № 5316; 1 декабря 1835
- Соколов, Константин Павлович; полковник; № 4811; 25 декабря 1833
- Соколов, Лев Корнильевич; полковник; 18 сентября 1916
- Соколов, Михаил Августович; ротмистр; 7 апреля 1915
- Соколов, Мстислав Михайлович; прапорщик; 14 июня 1915
- Соколов, Николай Александрович; прапорщик; 6 сентября 1917 (посмертно)
- Соколов, Николай Иванович; капитан-лейтенант; № 3772; 26 ноября 1823
- Соколов, Николай Павлович; подполковник; 7 апреля 1915
- Соколов, Павел Аполлонович; полковник; № 7773; 26 ноября 1847
- Соколов, Пётр; майор; № 3475; 26 ноября 1819
- Соколов, Пётр; штабс-капитан; 28 февраля 1919
- Соколов, Пётр Иванович; полковник; 7 февраля 1917
- Соколов, Степан Петрович; подпоручик; 1 апреля 1916 (посмертно)
- Соколов, Фёдор Алексеевич; подпоручик; 14 апреля 1917
- Соколовский, Александр Кондратьевич; подполковник; № 5589; 29 ноября 1837
- Соколовский, Алексей Севастьянович; штабс-капитан; 13 февраля 1905
- Соколовский, Василий Дмитриевич; штабс-капитан; № 9515; 26 ноября 1854
- Соколовский, Вячеслав Феликсович; полковник; 29 октября 1917 (по другим данным — 23 декабря 1919)
- Соколовский, Игнатий Игнатьевич; поручик; 21 февраля 1916
- Соколовский, Иосиф Фёдорович; ротмистр; № 1663; 5 февраля 1806
- Соколовский, Казимир Киприанович; штабс-капитан; 6 сентября 1917
- Соколовский, Константин Александрович; поручик; 25 марта 1916
- Соколовский, Нарцисс Козьмич; подполковник; № 8047; 26 ноября 1848
- Соколовский, Осип Карлович; полковник; № 2095; 26 ноября 1809
- Соколовский, Пётр Владимирович; капитан-лейтенант; № 8263; 26 ноября 1849
- Соколовский, Пётр Лукич; штабс-капитан; 18 ноября 1917
- Соколовский, Сергей Михайлович; священник; 10 ноября 1916
- Соколовский, Филипп Григорьевич; поручик; 19 марта 1917 (посмертно)
- Сокологорский, Илья Гаврилович; подполковник; № 8454; 26 ноября 1850
- Сокольский, Виктор Иванович; штабс-капитан; 17 декабря 1916
- Солдатов, Константин Петрович; есаул; 26 января 1917 (посмертно)
- Солдатов, Яков Саввич; трюмный механик; 23 февраля 1904
- Солнцев-Засекин, Николай; премьер-майор; № 189 (161); 14 июля 1772
- Соловкин, Василий Тимофеевич; полковник; № 3640; 13 февраля 1823
- Соловцов, Иван Александрович; штабс-капитан; 14 ноября 1916 (посмертно)
- Соловцов, Константин Алексеевич; поручик; 17 октября 1915
- Соловцов, Николай Александрович; капитан; № 9566; 28 декабря 1854
- Соловцов, Павел Васильевич; капитан 2-го ранга; № 9106; 26 ноября 1853
- Соловьёв, Александр Александрович; штабс-капитан; 23 мая 1916
- Соловьёв, Александр Матвеевич; штабс-капитан; 20 мая 1915
- Соловьёв, Александр Николаевич; прапорщик; 22 мая 1915 (посмертно)
- Соловьёв, Александр Павлович; поручик; 26 января 1917
- Соловьёв, Александр Павлович; подполковник; 29 мая 1915 (посмертно)
- Соловьёв, Василий Иванович; подполковник; № 715; 10 декабря 1789
- Соловьёв, Всеволод Николаевич; генерал-майор; № 6688; 3 декабря 1842
- Соловьёв, Иван Васильевич; капитан 1-го ранга; № 4823; 25 декабря 1833
- Соловьёв, Константин Михайлович; поручик; 20 января 1917
- Соловьёв, Лев Николаевич; капитан; № 6368; 11 декабря 1840
- Соловьёв, Лев Семёнович; майор; № 9436; 26 ноября 1854
- Соловьёв, Николай Александрович; капитан; 9 сентября 1915
- Соловьёв, Николай Всеволодович; полковник; 6 июля 1877
- Соловьёв, Павел Семёнович; полковник; № 9365; 26 ноября 1854
- Соловьёв, Сергей Александрович; подпоручик; 30 января 1915
- Сологуб, Сергей Иванович; капитан; 10 июня 1917
- Солодилов, Василий Иванович; полковник; № 3546; 16 декабря 1821
- Солодилов, Иван Матвеевич; подполковник; 19 мая 1915
- Солодов, Александр Дмитриевич; прапорщик; 6 сентября 1917 (посмертно)
- Солодов, Иван Кириллович; подполковник; № 6764; 3 декабря 1842
- Солодовник (Солодовников), Яков Тимофеевич; поручик; 24 апреля 1915
- Солодухин, Василий Иванович; полковник; 26 сентября 1916
- Соломахин, Михаил Карпович; подъесаул; 6 января 1917
- Соломеин, Василий Гаврилович; капитан-лейтенант; № 3520; 6 июня 1821
- Соломирский, Павел Дмитриевич[14]; полковник; № 5938; 3 декабря 1839
- Соломка, Афанасий Данилович; генерал-майор; № 4939; 3 декабря 1834
- Соломка, Виктор Савич; капитан; № 9248; 26 ноября 1853
- Соломоний, Александр Викентьевич; подполковник; № 9733; 26 ноября 1855
- Солтановский, Владимир; штабс-капитан; 9 мая 1919
- Солтановский, Яков Антонович; капитан; 18 сентября 1915 (посмертно)
- Александр Джордж Фрейзер, 17-й лорд Салтон; подполковник британской службы; № 3016; 6 августа 1815 (en:Alexander Fraser, 17th Lord Saltoun)
- Солуянов, Константин Павлович; штабс-капитан; 11 сентября 1917
- Солярский, Николай Васильевич; подпоручик; 6 сентября 1917 (посмертно)
- Сомов, Александр Григорьевич; генерал-майор; № 7146; 17 декабря 1844
- Сомов, Алексей Аврамович; подполковник; № 9726; 26 ноября 1855
- Сомов, Лев Николаевич; лейтенант; № 6902; 3 декабря 1842
- Сомов, Михаил Дмитриевич; полковник; № 9708; 26 ноября 1855
- Сомов, Осип; подполковник; № 2047 (918); 23 января 1809
- Сомов, Пётр Дмитриевич; подполковник; № 9772; 26 ноября 1855
- Сомов, Сергей Васильевич; капитан; 13 января 1915
- Сомов, Сергей Дмитриевич; майор; № 7656; 1 января 1847
- Сомович, Борис Иванович; подпоручик; 19 декабря 1917 (посмертно)
- Сонин, Дмитрий Иванович; полковник; № 6239; 11 декабря 1840
- Сорнев, Василий Кириллович; капитан; № 7339; 17 декабря 1844
- Сорокин, Алексей Агафонович; подполковник; 26 августа 1916
- Сорокин, Александр Андреевич; капитан 1-го ранга; № 1409; 26 ноября 1802
- Сорокин, Алексей Фёдорович; подполковник; № 4274; 1 июля 1829
- Сорокин, Григорий Петрович; подполковник; № 8493; 26 ноября 1850
- Сорокин, Дмитрий Дмитриевич; подполковник; 21 мая 1915
- Сорокин, Иван Дмитриевич; капитан; 17 октября 1915
- Сорокин, Михаил Евграфович; штабс-капитан; 14 июня 1915
- Сорокин, Михаил Фёдорович; генерал-майор; № 3027; 26 ноября 1816
- Сорокин, Николай Васильевич; штабс-капитан; 9 июня 1917
- Сорокин, Пётр Яковлевич; подполковник; № 4846; 25 декабря 1833
- Сорокин, Рафаил Петрович; подполковник; № 8470; 26 ноября 1850
- Сорокин, Семён Никифорович; полковник; № 6735; 3 декабря 1842
- Сорокин, Яков Михайлович; премьер-майор; № 983; 26 ноября 1792
- Сорохтин, Алексей Иванович; капитан-лейтенант; № 3376; 12 декабря 1817
- Сорохтин, Андрей Иванович (Фёдорович); капитан-лейтенант; № 3759; 26 ноября 1823
- Сорочан, Аксентий; майор; № 6325; 11 декабря 1840
- Сорочан, Терентий Варламович; подполковник; № 3843; 12 декабря 1824
- Сорочан, Фёдор; подполковник; № 4830; 25 декабря 1833
- Сорочинский, Илья Степанович; полковник; № 2855; 13 марта 1814
- Сорочинский, Николай Георгиевич; подполковник; 9 сентября 1915
- Сосевич, Василий Игнатьевич; капитан; 4 марта 1917
- Соснин; подполковник; № 2569; 3 апреля 1813
- Соснин, Михаил Панкратьевич; капитан 3-го ранга; № 1864; 26 ноября 1807
- Соснин, Яков Николаевич; подполковник; 11 декабря 1915
- Сосновский, Александр Кузьмич; поручик; 25 апреля 1915
- Сосновский, Владимир Иванович; подполковник; 25 апреля 1915
- Сосновский, Лев Михайлович; подполковник; № 6488; 5 декабря 1841
- Сосновский, Юлий Адамович; подполковник; 31 января 1878
- Сотири, Егор Николаевич; капитан-лейтенант; № 9525; 26 ноября 1854, «за 18 морских кампаний»[6]
- Сотири, Спиридон Николаевич; капитан-лейтенант; № 8262; 26 ноября 1849
- Сотников, Василий Семёнович; генерал-майор; № 7933; 26 ноября 1848
- Сотников, Гавриил; ротмистр; № 3234; 26 ноября 1816
- Сотничевский, Иосиф Петрович; майор; № 9192; 26 ноября 1853
- Софплян, Герасим Андреевич де; подполковник; № 3650; 13 февраля 1823
- Софронов, Михаил Васильевич; капитан-лейтенант; № 3779; 26 ноября 1823
- Софронский, Александр Алексеевич; поручик; 17 октября 1915
- Соханев, Василий Васильевич; прапорщик; 23 мая 1916
- Соханевич, Сергей Афанасьевич; подпоручик; 6 сентября 1917
- Сохачевский, Станислав-Сигизмунд Викторович; ротмистр; 5 мая 1917
- Соцкий, Александр Трофимович; штабс-капитан; 13 ноября 1916
- Сошинский, Александр Вацлавович; полковник; 25 ноября 1916
- Сошицкий, Владимир; полковник; № 4334; 19 декабря 1829

## Сп
- Спажинский, Дмитрий Михайлович; подполковник; № 8500; 26 ноября 1850
- Спаненберг, Егор фон; майор; № 1589; 26 ноября 1804
- Спареман, Магнус; премьер-майор; № 1113; 26 ноября 1794
- Спасский, Борис Владимирович; подпоручик; 14 июня 1915
- Спасский, Николай Владимирович; подпоручик; 11 апреля 1917 (посмертно)
- Спафарьев, Леонтий Васильевич; капитан-лейтенант; № 1433; 26 ноября 1802
- Спеваков, Андрей Иванович; подпоручик; 10 июня 1917 (посмертно)
- Спенглер, Карл Богданович; полковник; № 6248; 11 декабря 1840
- Сперанский, Евгений Николаевич; капитан; 26 апреля 1915
- Сперанский, Николай Иванович; штабс-капитан; 3 января 1915
- Сперанский, Николай Николаевич; полковник; 11 марта 1915 (посмертно)
- Спешнев, Дмитрий Григорьевич; подполковник; № 972; 26 ноября 1792
- Спиллер, Пётр Александрович; подполковник; 22 декабря 1915
- Спиридов, Алексей Григорьевич; контр-адмирал; № 844; 26 ноября 1791
- Спиридонов, Александр Фёдорович; майор; № 9837; 26 ноября 1855
- Спиридонов, Арсений Николаевич; прапорщик; 26 августа 1916 (посмертно)
- Спиридонов, Борис Александрович; поручик; 1 апреля 1917
- Спиридонов, Михаил Иванович; капитан; № 7902; 26 ноября 1847
- Спиридонов, Пётр Михайлович; подполковник; № 7833; 26 ноября 1847
- Спиридонов, Сергей Сергеевич; младший инженер-механик; 23 февраля 1904
- Спиридонов, Яков Иванович; подполковник; 19 марта 1917 (посмертно)
- Спицын, Александр Петрович; капитан-лейтенант; № 8834; 26 ноября 1851
- Спицын, Василий Сергеевич; майор; № 7299; 17 декабря 1844
- Спицын, Павел Петрович; капитан-лейтенант; № 9786; 26 ноября 1855
- Спицын, Семён Петрович; подполковник; № 8215; 26 ноября 1849
- Сплендоринский, Михаил Степанович; майор; № 8765; 26 ноября 1851
- Спорити, Эммануил Фёдорович; майор; № 1623; 26 ноября 1804
- Спренгтпортен, Максим (Магнус-Вильгельм); секунд-майор; № 836 (449); 11 мая 1791[15]
- Спринц, Адольф-Юлиус Оттович; подпоручик; 8 сентября 1905

## Ст
- Стааль, Александр Гедеонович; капитан-лейтенант; № 9919; 4 июня 1856
- Стааль, Герман Фердинандович фон; полковник; 9 сентября 1915
- Ставицкий, Пётр Фёдорович; генерал-майор; № 2312; 26 ноября 1811
- Ставицкий, Максим Фёдорович; подполковник; № 1713 (699); 8 января 1807
- Ставицкий, Фёдор Петрович; генерал-майор; № 8604; 26 ноября 1851
- Ставраки, Михаил Иванович; капитан-лейтенант; № 7366; 17 декабря 1844
- Ставраков, Захар Христофорович; полковник; № 3809; 12 декабря 1824
- Ставраков, Семён Христофорович; подполковник; № 1970 (878); 20 мая 1808
- Ставров, Василий Сергеевич; майор; № 1869; 26 ноября 1807
- Ставров, Михаил Митрофанович; полковник; 26 ноября 1914
- Ставрович, Николай Григорьевич; генерал-лейтенант; 27 сентября 1914
- Ставрович, Степан Иванович; полковник; № 2316; 26 ноября 1811
- Ставровский, Константин Николаевич; полковник; 27 февраля 1878
- Ставский, Александр Михайлович; поручик; 1 апреля 1916
- Стадник, Савва, Данилович; прапорщик; 1 марта 1916
- Стадников, Пётр Фёдорович; майор; № 5833; 1 декабря 1838
- Стаев, Павел Степанович; генерал-майор; 17 апреля 1915
- Сталинский, Михаил Васильевич; подполковник; № 2224; 26 ноября 1810
- Сталинский, Степан; полковник; № 3072; 26 ноября 1816
- Сталь, Александр Фёдорович; полковник; № 2858; 13 марта 1814
- Сталь, Егор Фёдорович фон; полковник; № 2468 (1101); 22 ноября 1812
- Сталь, Казимир Густавович; подполковник; № 2863; 13 марта 1814
- Сталь, Карл Густавович; майор; № 1715 (701); 8 января 1807
- Сталь, Карл Фёдорович; полковник; № 1917 (823); 3 февраля 1808
- Сталь-фон-Гольштейн, Борис Егорович; генерал-майор; № 9636; 26 ноября 1855
- Сталь-фон-Гольштейн, Иван Карлович; полковник; № 5701; 1 декабря 1838
- Сталь-фон-Гольштейн, Роберт Александрович; прапорщик; 23 мая 1916 (посмертно)
- Стамати, Николай; капитан 2-го ранга; № 2342; 26 ноября 1811
- Стамати, Степан Михайлович; капитан; № 8786; 26 ноября 1851
- Стаматьев, Афанасий Петрович; подполковник; № 3038; 26 ноября 1816
- Стан, Андрей Антонович; подполковник; № 4372; 19 декабря 1829
- Станин, Михаил Константинович; капитан 3-го ранга; № 3238; 26 ноября 1816
- Станиславский, Николай Карлович; капитан; № 9606; 11 мая 1855
- Станицкий, Фёдор Евфимович; лейтенант; № 2160; 26 ноября 1809
- Станкевич, Владимир-Витольд Владимирович; подпоручик; 11 ноября 1914
- Станкевич, Илья Иванович; капитан-лейтенант; № 4135; 26 ноября 1827
- Станкевич, Михаил Михайлович; подполковник; № 2551 (823); 17 февраля 1813
- Станкевич, Николай Константинович; штабс-капитан; 3 декабря 1909
- Станкевич, Пётр; подпоручик; № 7 (7); 12 марта 1770
- Станкевич, Тихон Глебович; штабс-капитан; 13 ноября 1916 (посмертно)
- Станкевич, Сильвестр Львович; поручик; 14 июня 1900
- Станкович, Дмитрий Михайлович; генерал-майор; № 4056; 26 ноября 1827
- Станкович, Петеро; командир роты черногорской службы; 26 февраля 1879
- Станюкович, Владимир Фёдорович; поручик; 9 июня 1915
- Станкович, Платон Михайлович; подполковник; № 7592; 1 января 1847
- Станюкович, Аристарх Николаевич; полковник; № 6715; 3 декабря 1842
- Станюкович, Михаил Николаевич; лейтенант; № 3291; 26 ноября 1816
- Станюкович, Николай Михайлович; капитан-лейтенант; № 9878; 26 ноября 1855
- Старжевский, Иван Фёдорович; подполковник; № 5609; 29 ноября 1837
- Стариков, Александр Михайлович; поручик; 24 октября 1904
- Стариков, Василий Васильевич; поручик; 28 августа 1917 (посмертно)
- Старирадов, Николай Степанович; прапорщик; 8 ноября 1917
- Старицкий, Борис Георгиевич; хорунжий; 26 января 1917 (посмертно)
- Старк, Александр Карлович; полковник; № 7569; 1 января 1847
- Старк, Иван Давыдович; майор; № 3473; 26 ноября 1819
- Старк, Пётр Давыдович; майор; № 8750; 26 ноября 1851
- Старов, Михаил Владимирович; подполковник; № 2764; 20 декабря 1813
- Старов, Михаил Иванович; майор; № 6111; 3 декабря 1839
- Старов, Николай Григорьевич; полковник; № 9364; 26 ноября 1854
- Старов, Семён Никитич; полковник; № 4338; 19 декабря 1829
- Старовский, Иван Васильевич; подполковник; № 5187; 1 декабря 1835
- Стародубцев, Ипполит Севастьянович; капитан; № 8305; 26 ноября 1849
- Старосельский, Владимир Андреевич; поручик; 31 октября 1917
- Старухин, Михаил Ермолаевич; подполковник; № 396; 26 ноября 1784
- Старченков, Пётр Иванович; майор; № 3079; 26 ноября 1816
- Старчинский, Яков Людвигович; полковник; 29 августа 1916
- Старынкевич, Анатолий Александрович; поручик; 28 марта 1917 (посмертно)
- Старынкевич, Юлий Иванович; поручик; № 10025; 21 декабря 1856
- Стасенко, Иван Михайлович; поручик; 19 мая 1915
- Статенков, Сергей Николаевич; прапорщик; 6 сентября 1917
- Статкевич, Теофил Мамертович; поручик; 1 января 1878
- Стахиев, Александр Александрович; полковник; № 6245; 11 декабря 1840
- Стахович, Александр Леонтьевич; полковник; № 4670; 21 декабря 1832
- Стахович, Константин Павлович; подполковник; № 9416; 26 ноября 1854
- Стахович, Пармен Иванович; генерал-майор; № 6917; 4 декабря 1843
- Стаховский, Викентий Игнатьевич; подполковник; № 9124; 26 ноября 1853
- Сташевский, Александр Арсентьевич; капитан; 23 мая 1916
- Сташевский, Михаил Павлович; подполковник; № 9783; 26 ноября 1855
- Сташинский, Иосиф Константинович; капитан; 18 сентября 1915
- Стеблин-Каменский, Георгий Георгиевич; поручик; 2 июня 1915
- Стеллих, Иван Петрович; подполковник; № 3195; 26 ноября 1816
- Стеллих, Пётр Иванович; генерал-майор; № 1299; 26 ноября 1802
- Стельмах, Иван Никифорович; подполковник; 2 декабря 1916
- Стельмашенко, Александр Николаевич; поручик; 23 сентября 1916 (посмертно)
- Стельницкий, Станислав Феликсович; генерал-майор; 7 июля 1907
- Стенбок, Ермолай Иванович; генерал-майор; № 6921; 4 декабря 1843
- Стенбок, Максим Дмитриевич; подполковник; № 10067; 26 ноября 1857
- Стенбок, Максим Иванович; полковник; № 8649; 26 ноября 1851
- Стенгов (Стетенгоф), Максим Францевич; секунд-майор; № 727 (374); 29 апреля 1790
- Степаненко, Яков Степанович; поручик; 18 января 1906
- Степанов; подполковник; № 2401 (1035); 22 февраля 1812
- Степанов; майор; № 2499 (1132); 23 декабря 1812
- Степанов, Александр Георгиевич; штабс-капитан; 15 сентября 1917
- Степанов, Александр Петрович; штабс-капитан; 7 апреля 1915
- Степанов, Александр Павлович; полковник; № 7583; 1 января 1847
- Степанов, Алексей Никитич; подполковник; № 4716; 21 декабря 1832
- Степанов, Василий Владимирович; прапорщик; 26 сентября 1916 (посмертно)
- Степанов, Вениамин Васильевич; капитан 2-го ранга; 22 февраля 1904
- Степанов, Григорий Гаврилович; капитан 1-го ранга; № 1041; 26 ноября 1793
- Степанов, Дмитрий Семёнович; капитан; 19 мая 1915
- Степанов, Иван Антонович; штабс-капитан; № 8581; 26 ноября 1850
- Степанов, Иван Григорьевич; капитан-лейтенант; № 1883; 26 ноября 1807
- Степанов, Иван Петрович; штабс-капитан; 3 февраля 1915
- Степанов, Илья; подполковник; № 7639; 1 января 1847
- Степанов, Матвей Степанович; поручик; № 7921; 26 ноября 1847
- Степанов, Михаил Васильевич; подполковник; № 5785; 1 декабря 1838
- Степанов, Михаил Семёнович; полковник; № 5974; 3 декабря 1839
- Степанов, Никита; капитан 2-го ранга; № 3057; 26 ноября 1816
- Степанов, Павел Васильевич; полковник; № 3449; 26 ноября 1819
- Степанов, Павел Гаврилович; лейтенант; 16 апреля 1904
- Степанов, Павел Петрович; подполковник; № 5000; 3 декабря 1834
- Степанов, Павел Петрович; подполковник; № 2120; 26 ноября 1809
- Степанов, Пётр Александрович; полковник; № 7746; 26 ноября 1847
- Степанов, Пётр Андреевич; капитан 1-го ранга; № 134 (113); 9 июля 1771
- Степанов, Пётр Семёнович; подполковник; № 5793; 1 декабря 1838
- Степанов, Пётр Степанович; полковник; № 3824; 12 декабря 1824
- Степанов, Платон Викторович; подполковник; № 4260; 20 февраля 1829
- Степанов, Савелий Степанович; капитан; № 8315; 26 ноября 1849
- Степанов, Семён Иванович; генерал-майор; № 4936; 3 декабря 1834
- Степанов, Семён Петрович; полковник; № 5127; 1 декабря 1835[16]
- Степанов, Сергей Трифонович; штабс-капитан; 9 июня 1915
- Степанов, Степан Васильевич; полковник; № 4808; 25 декабря 1833
- Степанов, Фёдор Васильевич; капитан; 27 января 1905
- Степанов, Фёдор Макарович; майор; № 7376; 8 августа 1845
- Степанов, Яков Иванович; майор; № 7046; 4 декабря 1843
- Степанов, Алексей Яковлевич; полковник; № 1507; 26 ноября 1803
- Степановский, Василий Никифорович; подполковник; № 3970; 26 ноября 1826
- Степанцов, Михаил Иванович; штабс-капитан; № 9025; 1 февраля 1852
- Степенко, Трофим; подпоручик; 15 января 1917
- Степенко, Степан Алексеевич; подполковник; № 9724; 26 ноября 1855
- Степовой, Михаил Гаврилович; капитан-лейтенант; № 1884; 26 ноября 1807
- Степура, Павел Осипович; прапорщик; 6 января 1917
- Степура-Сердюков, Адриан Данилович; генерал-майор; 26 августа 1916 (посмертно)
- Степура-Сердюков, Даниил Моисеевич; есаул; № 9881; 28 ноября 1855
- Степурин, Алексей Петрович; майор; № 8517; 26 ноября 1850
- Степченков, Семён Фёдорович; поручик; 29 августа 1916
- Стерленгов, Василий Иванович; капитан; № 7907; 26 ноября 1847
- Стерленгов, Степан Алексеевич; контр-адмирал; № 8323; 26 ноября 1849
- Стесель, Матвей Антонович; подполковник; № 1362; 26 ноября 1802
- Стессель, Александр Анатольевич; полковник; 26 ноября 1916
- Стессель, Анатолий Михайлович; генерал-майор; 8 июля 1900
- Стессель, Иван Матвеевич; майор; № 1975 (883); 20 мая 1808
- Стессель, Пётр Иванович; подполковник; № 7831; 26 ноября 1847
- Стефан, Густав Фёдорович; полковник; № 6234; 11 декабря 1840
- Стефанович, Альберт Альбинович; капитан; 1 сентября 1915
- Стефанович, Альбин Альбинович; подполковник; 17 октября 1915
- Стефанович, Болеслав Петрович; капитан; 18 сентября 1916
- Стефанович, Казимир Альбинович; полковник; 17 апреля 1915
- Стефанович, Орест Иванович; поручик; 31 июля 1917
- Стефановский, Василий; прапорщик; 26 июня 1916
- Стефановский, Захарий Петрович; капитан; 17 октября 1915
- Стефановский, Михаил Владимирович; майор; № 9808; 26 ноября 1855
- Стефанский, Владислав Феликсович; ротмистр; № 8544; 26 ноября 1850
- Стеценков, Александр Кириллович; капитан 3-го ранга; № 3522; 6 июня 1821
- Стеценко(в), Василий Александрович; капитан-лейтенант; № 9620; 10 октября 1855
- Стецур-Богдановский, Иван Иванович; майор; № 7871; 26 ноября 1847
- Стиернсканц, Карл Иванович; полковник; № 7175; 17 декабря 1844
- Стих, Алексей Михайлович; генерал-майор; № 4768; 25 декабря 1833
- Стишинский, Семён Григорьевич; полковник; № 9063; 26 ноября 1853
- Стоббе, Василий Васильевич; подполковник; № 4719; 21 декабря 1832
- Стоббе, Карл Васильевич; генерал-майор; № 10031; 26 ноября 1857
- Стовбе, Григорий Ефимович; подполковник; № 8233; 26 ноября 1849
- Стогов, Александр Иванович; капитан; № 9844; 26 ноября 1855
- Стогов, Афанасий Лазаревич; подполковник; № 4484; 18 декабря 1830
- Стогов, Григорий Дементьевич[9]; капитан; № 141 (120); 25 июля 1771
- Стогов, Епафродит Иванович; капитан-лейтенант; № 9972; 26 ноября 1856
- Стогов, Иван Петрович; лейтенант; № 4031; 26 ноября 1826
- Стогов, Николай Николаевич; полковник; 14 июня 1915
- Стодольский, Александр Семёнович; капитан-лейтенант; № 5871; 1 декабря 1838
- Стожевский, Иосиф Иванович; лейтенант; № 1892; 26 ноября 1807
- Стожевский, Стефан Михайлович; штабс-капитан; 3 февраля 1915
- Стокасимов, Николай Павлович; генерал-майор; 16 июня 1917
- Столбин, Авксентий Ефимович; капитан; № 6375; 11 декабря 1840
- Столбин, Александр Иванович; полковник; 18 сентября 1917
- Столбин, Иван Григорьевич; майор; № 10225; 26 ноября 1863
- Столетов, Николай Григорьевич; генерал-майор; 22 августа 1877
- Столпаков, Николай Алексеевич; полковник; № 7406; 12 января 1846
- Столяренко, Аполлон Сафронович; поручик; 4 марта 1917 (посмертно)
- Столяров, Михаил Иванович; штабс-капитан; 7 ноября 1916
- Стопневич, Лев Васильевич; подполковник; № 6767; 3 декабря 1842
- Стороженко, Алексей Петрович; майор (надворный советник); № 9784; 26 ноября 1855
- Стороженко, Андрей Яковлевич; полковник; № 4218; 25 декабря 1828
- Стороженко, Яков Иринархович; войсковой старшина; 15 октября 1916
- Стоякин, Вячеслав Иосифович; подпоручик; 4 марта 1917
- Стоякин, Павел Захарович; капитан; 1 марта 1916
- Стоянов, Василий Филиппович; подполковник; № 5191; 1 декабря 1835
- Стоянов, Григорий Васильевич (Егор); полковник; № 1337; 26 ноября 1802
- Стоянов, Иван Михайлович; полковник; № 938 (512); 26 ноября 1792
- Стоянович, Константин Мамирович; капитан; № 9845; 26 ноября 1855
- Стояновский, Афанасий Иванович[17]; майор; № 6856; 3 декабря 1842
- Стравинский, Николай Николаевич; поручик; 2 июня 1915
- Стражев, Михаил; подпоручик; 18 ноября 1917
- Страмбургский, Иван Степанович; майор; № 10134; 26 ноября 1858
- Страмцов, Николай Антонович; подпоручик; 9 сентября 1915
- Странден, Владимир Карлович; капитан; № 7101; 4 декабря 1843
- Страннолюбский, Николай Васильевич; капитан 2-го ранга; № 6065; 3 декабря 1839
- Страссольдо-Граффемберг, Юлиус Сезар фон; фельдмаршал-лейтенант австрийской службы; № 8144; 25 июня 1849
- Стратимирович, Георгий Савинович; секунд-майор; № 574; 26 ноября 1788
- Страхов, Иван Игнатьевич; полковник; № 480; 26 ноября 1787
- Страхов, Иван Матвеевич; полковник; № 6463; 5 декабря 1841
- Страхов, Семён Тихонович; капитан; № 8802; 26 ноября 1851
- Страховский, Григорий Иванович; майор; № 5309; 1 декабря 1835
- Стрекалов, Степан Степанович; генерал-майор; № 3881; 26 ноября 1826
- Стрелецкий, Николай Петрович; полковник; № 8657; 26 ноября 1851
- Стрелецкий, Феликс Станиславович; майор; № 6809; 3 декабря 1842
- Стрелков, Иван Иванович; капитан; 14 июня 1915
- Стрельбицкий, Григорий Иванович; подпоручик; 10 июня 1915
- Стрельбицкий, Дмитрий Самсонович; капитан; № 6144; 3 декабря 1839
- Стрельников, Иван Иванович; подполковник; № 1621; 26 ноября 1804
- Стрельников, Иван Степанович; капитан; 24 декабря 1916
- Стрельников, Никита Иванович; штабс-капитан; № 7356; 17 декабря 1844
- Стрельников, Прокопий Григорьевич; майор; № 6853; 3 декабря 1842
- Стрельцов, Леонид Георгиевич; поручик; 25 сентября 1917
- Стремоухов, Аким Савич; подполковник; № 3937; 26 ноября 1826
- Стремоухов, Даниил Иванович; подполковник; № 1235; 26 ноября 1795
- Стремоухов, Пётр Данилович; подполковник; № 3569; 16 декабря 1821
- Стржеминский, Владислав Максимилианович; подпоручик; 24 мая 1916
- Стржижевский, Владимир Иванович; подпоручик; 29 октября 1917
- Стринжо, Евграф Александрович; подполковник; № 6015; 3 декабря 1839
- Строганов, Александр Григорьевич; генерал-майор; № 5347; 6 декабря 1836
- Строганов, Иван Яковлевич; майор; № 5848; 1 декабря 1838
- Строганов, Сергей Григорьевич; генерал-лейтенант; № 5673; 1 декабря 1838
- Строев, Владимир Иванович; полковник; № 5710; 1 декабря 1838
- Строев, Михаил Павлович; штабс-капитан; 3 февраля 1916
- Стройников, Николай Семёнович; капитан-лейтенант; № 9524; 26 ноября 1854, «за 18 морских кампаний»[6]
- Стройников, Семён Михайлович; лейтенант; 15 февраля 1819[18]
- Стромилов, Николай Степанович; премьер-майор; № 569; 26 ноября 1788
- Стронский, Иван Львович; подполковник (капитан 2-го ранга); № 9523; 26 ноября 1854, «за 18 морских кампаний»[6]
- Струженко (Струненко), Иван Васильевич; прапорщик; № 2815; 28 января 1814
- Струйский, Александр Николаевич; капитан; № 2448 (1081); 9 ноября 1812
- Струкгоф, Борис Ефремович; капитан-лейтенант; № 1541; 26 ноября 1803
- Струкгоф, Владимир Борисович; капитан 2-го ранга; № 6897; 3 декабря 1842
- Струков, Александр Николаевич; полковник; № 8180; 26 ноября 1849
- Струков, Александр Петрович; полковник; 21 июня 1877
- Струков, Григорий Никанорович; полковник; № 2319; 26 ноября 1811
- Струков, Пётр Ананьевич; полковник; № 6963; 4 декабря 1843
- Струков, Семён Михайлович; майор; № 8763; 26 ноября 1851
- Струнге, Алексей; поручик; 28 февраля 1919
- Струтинский, Василий Иванович; подпоручик; 18 ноября 1917 (посмертно)
- Струченевский, Илья Иванович; подпоручик; 11 сентября 1917
- Стручков, Александр Иванович; поручик; 15 апреля 1915
- Стуга, Иван Фёдорович; капитан; № 8118; 26 ноября 1848
- Стугин, Михаил Максимович; ротмистр; № 4291; 6 декабря 1829
- Студеникин, Гавриил Игнатьевич; войсковой старшина; № 4401; 25 июня 1830
- Студенкин, Варфоломей; штабс-капитан; № 7115; 4 декабря 1843
- Студзинский, Валериан Леонтьевич; поручик; 27 января 1917 (посмертно)
- Студитский, Владимир Николаевич; капитан; 15 января 1917
- Стулли, Степан Иванович; капитан-лейтенант; № 2135; 26 ноября 1809
- Стулпин, Иван Иванович; штабс-капитан; 28 августа 1917
- Стульпин, Иван Адамович; подполковник; № 9778; 26 ноября 1855
- Ступин, Всеволод Васильевич; подполковник; 18 сентября 1916
- Ступин, Георгий Владимирович; подполковник; 13 февраля 1905
- Ступников, Агапий; войсковой старшина; № 10138; 26 ноября 1858
- Ступницкий, Михаил Иоакимович; подпоручик; 11 сентября 1916 (посмертно)
- Стурм, Иван Александрович; капитан-лейтенант; № 2144; 26 ноября 1809
- Стычинский, Иосиф Михайлович; капитан; № 10084; 26 ноября 1857

## Су
- Субботин, Александр Федосеевич; капитан; № 9303; 24 апреля 1854
- Субботин, Владимир Фёдорович; полковник; 18 июля 1915
- Субботич, Деан Иванович; генерал-лейтенант; 22 декабря 1900
- Суворов; подполковник; № 2520 (1153); 23 декабря 1812
- Суворов, Богодар Прохорович; подполковник; № 9148; 26 ноября 1853
- Суворов, Василий Алексеевич; прапорщик; 29 октября 1917 (посмертно)
- Суворов, Василий Прохорович; капитан 1-го ранга; № 4821; 25 декабря 1833
- Суворов, Фёдор Иванович; майор; № 6585; 5 декабря 1841
- Суворов-Рымникский, Александр Аркадьевич; генерал-майор; № 7725; 26 ноября 1847
- Суворов-Рымникский, Аркадий Александрович; генерал-майор; № 1798 (784); 9 сентября 1807
- Сугак, Емельян Осипович; подполковник; № 6037; 3 декабря 1839
- Сугак, Тит Михайлович; штабс-капитан; 12 января 1917
- Сугаков, Семён Петрович; майор; № 4494; 18 декабря 1830
- Судзиловский, Григорий Фёдорович; майор; № 5860; 1 декабря 1838
- Судзиловский, Иван Васильевич; штабс-капитан; 11 декабря 1915 (посмертно)
- Судравский, Борис Ксаверьевич; полковник; 5 февраля 1916 (посмертно)
- Суйковский, Пётр Петрович; штабс-капитан; 1 июня 1915 (посмертно)
- Сук, Григорий Эдуардович; прапорщик; 18 ноября 1917
- Сукачёв, Александр Григорьевич; подпоручик; 31 июля 1877
- Сукачёв, Григорий; есаул; № 10088; 26 ноября 1857
- Сукин, Михаил Никитич; подполковник; № 8011; 26 ноября 1848
- Сукишев (Сукшеев), Николай Григорьевич; капитан 1-го ранга; № 2015; 26 ноября 1808
- Сукновалов, Пётр Иванович; прапорщик; 9 сентября 1915 (посмертно)
- Суков, Иван Фёдорович; секунд-майор; № 1148 (577); 1 января 1795
- Суков, Михаил Фёдорович; подполковник; № 608 (292); 14 апреля 1789
- Суковкин, Пётр Лаврович; генерал-майор; № 4309; 19 декабря 1829
- Сукочев, Максим Сергеевич[19]; майор; № 5484; 6 декабря 1836
- Сулевич, Давид Мустафьевич; майор; № 10130; 26 ноября 1858
- Суликовский, Сигизмунд Феликсович; подпоручик; 27 февраля 1878
- Сулима, Иосиф Иванович; капитан-лейтенант; № 3423; 15 февраля 1819
- Сулима, Николай Николаевич; полковник; № 8209; 26 ноября 1849
- Сулима, Семён Николаевич; генерал-майор; № 9652; 26 ноября 1855
- Сулима-Сильванский, Анатолий Варфоломеевич; поручик; 13 ноября 1916
- Сулимов, Александр Петрович; подпоручик; 31 июля 1917
- Сулимов, Даниил Матвеевич; генерал-майор; № 1505; 26 ноября 1803
- Сулимов, Николай Ильич; генерал-лейтенант; 24 апреля 1915
- Сулимовский, Иван Калинович; подполковник; № 6536; 5 декабря 1841
- Сулин, Михаил Иванович; сотник; № 8336; 28 ноября 1849
- Сулин, Николай Семёнович; полковник; № 2199 (986); 19 ноября 1810
- Султанов, Лев Александрович; подполковник; № 4851; 25 декабря 1833
- Сулханов, Захар Осипович; майор; № 6100; 3 декабря 1839
- Сульменёв, Иван Савич; капитан-лейтенант; № 2033; 26 ноября 1808
- Суляков, Алексей Алексеевич; майор; № 8533; 26 ноября 1850
- Сумароков, Александр Николаевич; подпоручик; 31 октября 1917
- Сумароков, Аполлон Васильевич; генерал-майор; № 4920; 3 декабря 1834
- Сумароков, Василий; подполковник; № 603 (287); 14 апреля 1789
- Сумароков, Евгений Николаевич; штабс-капитан; 26 сентября 1916
- Сумароков, Иларион Иларионович[20]; подполковник; № 4480; 18 декабря 1830
- Сумароков, Илларион Никифорович; капитан 1-го ранга; № 998; 26 ноября 1792
- Сумароков, Сергей Павлович; генерал-майор; № 4150; 1 июля 1828
- Сумароков, Степан; полковник; № 92; 25 ноября 1770
- Сумбатов, Георгий Николаевич; подполковник; 2 июня 1915
- Сумбатов, Герасим Степанович; майор; № 8090; 26 ноября 1848
- Сумбатов, Егор Степанович; полковник; № 6230; 11 декабря 1840
- Сумерков, Артемий Матвеевич; капитан; № 9467; 26 ноября 1854
- Сунди, Анастасий, Спиридонович; подполковник; № 5607; 29 ноября 1837
- Супонев, Семён (Авдеевич?); майор; № 3351; 12 декабря 1817
- Суражевский, Анатолий Алексеевич; полковник; 26 сентября 1916
- Сурин, Егор Алексеевич; подпоручик; 25 ноября 1916 (посмертно)
- Сурин, Михаил Антонович; капитан; № 4641; 25 декабря 1831
- Сурин, Станислав-Сильвестр Онуфриевич; подполковник; 13 февраля 1905
- Суринов, Михаил Павлович; капитан; № 9567; 28 декабря 1854
- Суринович, Степан; капитан; № 10086; 26 ноября 1857
- Сурков, Владимир Прохорович; капитан-лейтенант; № 5074; 3 декабря 1834
- Сурков, Николай Прохорович; капитан 2-го ранга; № 7032; 4 декабря 1843
- Сурменев, Никанор Алексеевич; капитан; № 9001; 1 февраля 1852
- Суровенко, Дмитрий Михайлович; подпоручик; 17 декабря 1916 (посмертно)
- Суровцев, Александр Андреевич; майор; № 7484; 12 января 1846
- Суровцев, Дмитрий Владимирович; штабс-ротмистр; 6 июля 1915 (посмертно)
- Суской, Михаил Францевич; ротмистр; № 4385; 19 декабря 1829
- Суславьев, Иван; подпоручик; 19 декабря 1917
- Сусленников, Виктор Семёнович; полковник; 7 февраля 1917
- Суслов, Александр Алексеевич; подполковник; № 4730; 21 декабря 1832
- Суслов, Александр Алексеевич; полковник; № 7531; 9 августа 1846
- Суслов, Фёдор Иванович; капитан-лейтенант; № 9272; 26 ноября 1853
- Сусловский, Дорофей Матвеевич; капитан; № 7684; 1 января 1847
- Сутгоф, Александр Иванович; подполковник; № 4583; 16 декабря 1831
- Сутгоф, Александр Николаевич; генерал-майор; № 7726; 26 ноября 1847
- Сутгоф, Николай Иванович; полковник; № 2186 (973); 25 июля 1810
- Сутгоф, Павел Иванович; подполковник; № 6288; 11 декабря 1840
- Сутковский, Яков Игнатьевич; майор; № 2133; 26 ноября 1809
- Суттович, Осип Осипович; подполковник; № 6766; 3 декабря 1842
- Суханин, Пётр Максимович; подполковник; № 5430; 6 декабря 1836
- Суханов, Илья Козьмич; подполковник; 5437; 6 декабря 1836
- Суханов, Пантелеймон Григорьевич; полковник; 25 июня 1916
- Сухарев, Александр Александрович; капитан; 13 ноября 1916
- Сухарев, Александр Дмитриевич; генерал-майор; № 2699; 6 октября 1813
- Сухарев, Фёдор Дмитриевич; подполковник; № 1190 (620); 26 ноября 1795
- Сухачевский, Георгий Иванович; подполковник; 22 сентября 1914
- Сухенький, Константин Авраамович; прапорщик; 9 сентября 1915
- Сухинов, Семён Иванович; майор; № 5470; 6 декабря 1836
- Сухих, Константин Александрович; подполковник; № 6546; 5 декабря 1841
- Сухов, Василий Гаврилович; капитан; 2 мая 1915
- Сухов, Иван Осипович; секунд-майор; № 1151 (581); 1 января 1795
- Сухово-Кобылин, Василий Александрович; подполковник; № 2809; 22 января 1814
- Суходальский, Аполлон Николаевич; капитан; № 8565; 26 ноября 1850
- Суходольский, Елисей Петрович; капитан; № 7905; 26 ноября 1847
- Сухозанет, Иван Онуфриевич; подполковник; № 2427 (1060); 4 сентября 1812
- Сухомлинов, Владимир Александрович; подполковник; 31 января 1878
- Сухорский, Алексей Григорьевич; подпоручик; 9 июня 1915 (посмертно)
- Сухорский, Михаил Антонович; подполковник; 27 января 1907
- Сухоруков, Евгений; поручик; 18 ноября 1916
- Сухотин; майор; № 2385 (1019); 30 ноября 1811
- Сухотин, Андрей Николаевич; генерал-лейтенант; № 1645; 5 февраля 1806
- Сухотин, Владимир Ильич; поручик; 23 мая 1916
- Сухотин, Всеволод Николаевич; капитан; 25 апреля 1915
- Сухотин, Григорий Николаевич; подполковник; № 1475; 15 декабря 1802
- Сухотин, Яков Филиппович; капитан 1-го ранга; № 259 (212); 26 ноября 1774
- Сухоцкий, Леонтий Алексеевич; подполковник; № 6540; 5 декабря 1841
- Сухтелен, Константин Петрович; генерал-майор; № 4919; 3 декабря 1834
- Сухтелен, Павел Петрович; генерал-майор; № 2686; 29 сентября 1813
- Сухтелен, Пётр Корнильевич; генерал-майор; № 642 (327); 17 августа 1789
- Сучков, Яков Фёдорович; капитан; № 6660; 5 декабря 1841
- Сушилин, Владимир Николаевич; подполковник; 10 июня 1916
- Сушко, Григорий Григорьевич; майор; № 3853; 12 декабря 1824
- Сушко, Евгений Васильевич; подпоручик; 22 марта 1917 (посмертно)
- Сущевский, Иосиф Козьмич; капитан; № 7348; 17 декабря 1844
- Сущинский, Михаил; прапорщик; 31 октября 1917
- Сущов, Павел Иванович; капитан-лейтенант; № 3374; 12 декабря 1817

## Сх
- Схалеев, Василий Егорович; подполковник; № 7224; 17 декабря 1844
- Схалеев, Егор; ротмистр; № 3232; 26 ноября 1816
- Схулухия, Спиридон Фёдорович; подпоручик; 26 января 1917

## Сы
- Сыпко, Антон Степанович; подпоручик; 23 сентября 1916 (посмертно)
- Сырнев, Александр Петрович; подпоручик; 16 декабря 1877
- Сыробоярский, Александр Владимирович; поручик; 3 февраля 1915
- Сыроваткин, Николай Степанович; поручик; 26 января 1917
- Сыроватский, Александр Васильевич; майор; № 7846; 26 ноября 1847
- Сыродеев, Иван Николаевич; подпоручик; 11 декабря 1915
- Сыромятников, Ипполит Семёнович; поручик; 7 июля 1907
- Сыропятов, Александр Иванович; майор; 11 декабря 1840[21];
- Сырохнов, Иван; подполковник; № 1096; 26 ноября 1794
- Сыртланов, Равиль Шах-Айдарович; генерал-майор; 27 января 1917 (посмертно)
- Сысенко, Пётр; подполковник; № 4841; 25 декабря 1833
- Сысоев, Василий Алексеевич; войсковой старшина; № 1796 (782); 5 августа 1807
- Сытин, Александр Степанович (Алексей?); лейтенант; № 1680; 5 февраля 1806
- Сытин, Герасим; подполковник; № 3409; 15 февраля 1819
- Сытин, Иван Семёнович; лейтенант; № 3532; 6 июня 1821
- Сытинский, Николай Андреевич; капитан; 3 января 1915
- Сытмалов, Карп Артемьевич; подполковник; 1 марта 1916
- Сычёв, Иван Михайлович; штабс-капитан; 30 сентября 1904
- Сычёв, Яков Иванович; генерал-майор; № 10167; 26 ноября 1859
- Сычевский, Аркадий Валерианович; генерал-майор; 13 февраля 1905
- Сычиков, Михаил Александрович; капитан; 26 августа 1916

## Сэ — Сю
- Сэдлер-Джэксон, Лионель Уоррен де Вере; бригадный генерал британской службы; 20 августа 1919
- Сюлькевич, Матвей Давидович; майор; № 8511; 26 ноября 1850
- Сютин-Иванов, Фёдор; штабс-капитан; 25 сентября 1917